# Meta (departman)
Meta je kolumbijski departman u središnjem dijelu države. Glavni grad departmana je Villavicencio. Prema podacima iz 2005. godine u departmanu živi 789.276 stanovnika te je 19 kolumbijski departman po broju stanovnika. Sastoji se od 29 općina.

## Općine
U departmanu Meta se nalazi 29 općina:
| Ariari | Villavicencio | Piedemonte | Meta                                                  |
| --- | ------------- | --- | ----------------------------------------------------- |
| |               | |                                                       |
| El Castillo • El Dorado • Fuente de Oro • Granada • La Uribe • Lejanías • Mapiripán • Mesetas • Puerto Concordia • Puerto Lleras • Puerto Rico • San Juan de Arama • Vista Hermosa | Villavicencio | Acacías • Barranca de Upía • Castilla la Nueva • Cubarral • Cumaral • El Calvario • Guamal • Restrepo • San Carlos de Guaroa • San Juanito • San Martín | Cabuyaro • La Macarena • Puerto Gaitán • Puerto López |

## Flora
U departmanu Meta na popisu je 4 288 biljni vrsta.
1. Abarema jupunba
2. Abarema laeta
3. Abrodictyum rigidum
4. Abrus precatorius
5. Abrus pulchellus
6. Abuta grandifolia
7. Acaena cylindristachya
8. Acaena elongata
9. Acalypha alopecuroides
10. Acalypha colombiana
11. Acalypha cuneata
12. Acalypha diversifolia
13. Acalypha macrostachya
14. Acalypha villosa
15. Acanthocoleus aberrans
16. Acanthospermum australe
17. Acaulimalva purpurea
18. Achillea millefolium
19. Achyranthes aspera
20. Aciachne flagellifera
21. Acidodontium megalocarpum
22. Acidoton nicaraguensis
23. Aciotis acuminifolia
24. Aciotis olivieriana
25. Aciotis polystachya
26. Aciotis purpurascens
27. Aciotis rubricaulis
28. Acisanthera limnobios
29. Acisanthera nana
30. Acisanthera quadrata
31. Acmella brachyglossa
32. Acmella ciliata
33. Acnistus arborescens
34. Acosmium nitens
35. Acroceras zizanioides
36. Acrocomia aculeata
37. Acrolejeunea torulosa
38. Acroporium pungens
39. Actinoplaca strigulacea
40. Actinostachys pennula
41. Adelanthus lindenbergianus
42. Adelanthus pittieri
43. Adelobotrys fuscescens
44. Adelobotrys rotundifolius
45. Adenocalymma aspericarpum
46. Adenocalymma cladotrichum
47. Adenocalymma purpurascens
48. Adenolisianthus arboreus
49. Adiantopsis radiata
50. Adiantum concinnum
51. Adiantum elegantulum
52. Adiantum latifolium
53. Adiantum macrophyllum
54. Adiantum obliquum
55. Adiantum patens
56. Adiantum petiolatum
57. Adiantum polyphyllum
58. Adiantum pulverulentum
59. Adiantum serratodentatum
60. Adiantum terminatum
61. Adiantum tetraphyllum
62. Adiantum tomentosum
63. Aechmea angustifolia
64. Aechmea bromeliifolia
65. Aechmea mertensii
66. Aechmea penduliflora
67. Aechmea rubiginosa
68. Aechmea servitensis
69. Aechmea setigera
70. Aechmea stenosepala
71. Aechmea tillandsioides
72. Aechmea tocantina
73. Aegiphila cordata
74. Aegiphila elata
75. Aegiphila fendleri
76. Aegiphila integrifolia
77. Aegiphila mollis
78. Aegiphila panamensis
79. Aegiphila parviflora
80. Aegiphila puberulenta
81. Aeschynomene americana
82. Aeschynomene brasiliana
83. Aeschynomene ciliata
84. Aeschynomene elegans
85. Aeschynomene evenia
86. Aeschynomene falcata
87. Aeschynomene fluminensis
88. Aeschynomene gracilis
89. Aeschynomene histrix
90. Aeschynomene paniculata
91. Aeschynomene pratensis
92. Aeschynomene rudis
93. Aeschynomene sensitiva
94. Aganisia cyanea
95. Ageratina ampla
96. Ageratina gracilis
97. Ageratina popayanensis
98. Ageratina theifolia
99. Ageratina tinifolia
100. Ageratina vacciniifolia
101. Ageratum conyzoides
102. Aglaonema commutatum
103. Agouticarpa curviflora
104. Agrostis foliata
105. Agrostis perennans
106. Agrostis tolucensis
107. Agrostis trichodes
108. Aiphanes horrida
109. Alansmia cultrata
110. Alansmia lanigera
111. Alansmia variabilis
112. Albizia lebbeck
113. Albizia pistaciifolia
114. Albizia subdimidiata
115. Alchornea castaneifolia
116. Alchornea discolor
117. Alchornea fluviatilis
118. Alchornea glandulosa
119. Alchornea grandiflora
120. Alchornea grandis
121. Alchornea integrifolia
122. Alchornea latifolia
123. Alchornea megalophylla
124. Alchornea triplinervia
125. Alectoria ochroleuca
126. Alectra aspera
127. Alectra stricta
128. Alibertia edulis
129. Alibertia latifolia
130. Alicia macrodisca
131. Allamanda cathartica
132. Allomarkgrafia foreroi
133. Allophylus amazonicus
134. Alloplectus inflatus
135. Aloysia citriodora
136. Alsophila cuspidata
137. Alternanthera albotomentosa
138. Alternanthera sessilis
139. Amaranthus caudatus
140. Amaranthus dubius
141. Amaranthus spinosus
142. Amaranthus viridis
143. Amasonia campestris
144. Ambrosia peruviana
145. Ampelocera edentula
146. Amphidium tortuosum
147. Amphilophium aschersonii
148. Anacardium occidentale
149. Anadenanthera peregrina
150. Ananas bracteatus
151. Ananas comosus
152. Ananas nanus
153. Ananas parguazensis
154. Ananthacorus angustifolius
155. Anastrophyllum auritum
156. Anastrophyllum nigrescens
157. Anastrophyllum stellatum
158. Anastrophyllum tubulosum
159. Anathallis brevipes
160. Andira inermis
161. Andira surinamensis
162. Andira taurotesticulata
163. Andreaea nitida
164. Andreaea rupestris
165. Andropogon bicornis
166. Andropogon fastigiatus
167. Andropogon hypogynus
168. Andropogon leucostachyus
169. Andropogon multiflorus
170. Andropogon selloanus
171. Andropogon virgatus
172. Aneilema umbrosum
173. Anemia buniifolia
174. Anemia clinata
175. Anemia oblongifolia
176. Anemia pastinacaria
177. Anemia semihirsuta
178. Anemopaegma chrysanthum
179. Anemopaegma chrysoleucum
180. Anemopaegma colombianum
181. Anemopaegma oligoneuron
182. Anetanthus gracilis
183. Aniba hostmanniana
184. Aniba novogranatensis
185. Aniba panurensis
186. Aniba perutilis
187. Aniba puchury-minor
188. Aniseia cernua
189. Annona amazonica
190. Annona edulis
191. Annona glabra
192. Annona jahnii
193. Annona muricata
194. Annona sericea
195. Annona symphyocarpa
196. Anoectangium aestivum
197. Anomobryum julaceum
198. Anomobryum robustum
199. Anomospermum reticulatum
200. Anredera cordifolia
201. Antennaria linearifolia
202. Anthaenantia lanata
203. Anthodon decussatum
204. Anthoxanthum odoratum
205. Anthurium atropurpureum
206. Anthurium bogotense
207. Anthurium bonplandii
208. Anthurium breviscapum
209. Anthurium clavigerum
210. Anthurium crassinervium
211. Anthurium eminens
212. Anthurium ernesti
213. Anthurium fendleri
214. Anthurium formosum
215. Anthurium glaucospadix
216. Anthurium gracile
217. Anthurium kunthii
218. Anthurium longigeniculatum
219. Anthurium macarenense
220. Anthurium martae
221. Anthurium obtusum
222. Anthurium oxybelium
223. Anthurium pedatoradiatum
224. Anthurium pentaphyllum
225. Anthurium ptarianum
226. Anthurium pulchrum
227. Anthurium sanguineum
228. Anthurium scandens
229. Anthurium uleanum
230. Antrocaryon amazonicum
231. Apalanthe granatensis
232. Aparisthmium cordatum
233. Apeiba glabra
234. Apeiba macropetala
235. Apeiba membranacea
236. Aphanactis piloselloides
237. Aphanelytrum procumbens
238. Aphelandra barkleyi
239. Aphelandra crenata
240. Aphelandra glabrata
241. Aphelandra grandis
242. Aphelandra hylaea
243. Aphelandra impressa
244. Aphelandra lamprantha
245. Aphelandra pilosa
246. Aphelandra quadrifaria
247. Aphelandra scabra
248. Aphelandra schieferae
249. Apinagia ruppioides
250. Apteria aphylla
251. Apuleia leiocarpa
252. Arachniodes denticulata
253. Arachnothryx reflexa
254. Araeococcus flagellifolius
255. Aragoa cundinamarcensis
256. Aragoa x diazii
257. Aralia excelsa
258. Archilejeunea crispistipula
259. Archilejeunea fuscescens
260. Archilejeunea ludoviciana
261. Archilejeunea parviflora
262. Arcytophyllum muticum
263. Arcytophyllum nitidum
264. Ardisia guianensis
265. Arenaria musciformis
266. Arenaria venezuelana
267. Aristeguietia lamiifolia
268. Aristida capillacea
269. Aristida longifolia
270. Aristida megapotamica
271. Aristida riparia
272. Aristida torta
273. Aristolochia colombiana
274. Aristolochia elegans
275. Aristolochia goudotii
276. Aristolochia maxima
277. Aristolochia morae
278. Aristolochia nummularifolia
279. Aristolochia odoratissima
280. Aristolochia pannosoides
281. Aristolochia pilosa
282. Aristolochia ringens
283. Aristolochia sprucei
284. Arracacia colombiana
285. Artemisia vulgaris
286. Arthonia aciniformis
287. Arthotheliopsis tricharioides
288. Arthrostemma ciliatum
289. Arundinella berteroniana
290. Arundinella hispida
291. Asclepias curassavica
292. Ascogrammitis colombiensis
293. Ascogrammitis pichinchae
294. Ascogrammitis stuebelii
295. Ascolepis brasiliensis
296. Asparagus setaceus
297. Aspidogyne confusa
298. Aspidogyne robusta
299. Aspidosperma excelsum
300. Aspidosperma rigidum
301. Aspidothelium fugiens
302. Asplenium abscissum
303. Asplenium auritum
304. Asplenium castaneum
305. Asplenium delitescens
306. Asplenium delitescens (Maxon) L.D.Gómez x Asplenium laetum
307. Asplenium dissectum
308. Asplenium formosum
309. Asplenium funckii
310. Asplenium juglandifolium
311. Asplenium macarenianum
312. Asplenium monanthes
313. Asplenium ortegae
314. Asplenium polyphyllum
315. Asplenium radicans
316. Asplenium repens
317. Asplenium rutaceum
318. Asplenium salicifolium
319. Asplenium serra
320. Asplenium serratum
321. Asplenium stuebelianum
322. Asplenium theciferum
323. Asplenium zamiifolium
324. Asplundia rhodea
325. Astrocaryum acaule
326. Astrocaryum chambira
327. Astrocaryum gynacanthum
328. Astrocaryum jauari
329. Asystasia gangetica
330. Atractylocarpus longisetus
331. Attalea butyracea
332. Attalea insignis
333. Attalea maripa
334. Aulaxina quadrangula
335. Aureolejeunea quinquecarinata
336. Austroeupatorium inulifolium
337. Austrolycopodium magellanicum
338. Averrhoa carambola
339. Axonopus anceps
340. Axonopus aureus
341. Axonopus capillaris
342. Axonopus chrysoblepharis
343. Axonopus compressus
344. Axonopus fissifolius
345. Axonopus flabelliformis
346. Axonopus leptostachyus
347. Axonopus morronei
348. Axonopus pennellii
349. Axonopus purpusii
350. Axonopus scoparius
351. Ayapana amygdalina
352. Ayapana elata
353. Ayapana jaramillii
354. Azolla filiculoides
355. Azorella corymbosa
356. Azorella crenata
357. Azorella cuatrecasasii
358. Azorella multifida
359. Baccharis bogotensis
360. Baccharis brachylaenoides
361. Baccharis chilco
362. Baccharis jelskii
363. Baccharis latifolia
364. Baccharis lehmannii
365. Baccharis macrantha
366. Baccharis mutisiana
367. Baccharis nitida
368. Baccharis prunifolia
369. Baccharis rupicola
370. Baccharis salicifolia
371. Baccharis tricuneata
372. Baccharis trinervis
373. Bacidina apiahica
374. Bacopa albida
375. Bacopa axillaris
376. Bacopa laxiflora
377. Bacopa monnierioides
378. Bacopa myriophylloides
379. Bacopa reptans
380. Bacopa salzmannii
381. Bacopa sessiliflora
382. Bacopa stricta
383. Bactris brongniartii
384. Bactris corossilla
385. Bactris gasipaes
386. Bactris major
387. Bactris maraja
388. Bactris setulosa
389. Bambusa eutuldoides
390. Bambusa vulgaris
391. Banara arguta
392. Banara guianensis
393. Banara ibaguensis
394. Banisteriopsis muricata
395. Barbieria pinnata
396. Barrosoa metensis
397. Bartlettina perezioides
398. Bartramia angustifolia
399. Bartramia brevifolia
400. Bartramia longifolia
401. Bartramia mathewsii
402. Bartramia polytrichoides
403. Bartramia potosica
404. Bartsia laniflora
405. Bartsia santolinifolia
406. Batemannia colleyi
407. Bathysa bathysoides
408. Batocarpus orinocensis
409. Bauhinia corniculata
410. Bauhinia longicuspis
411. Bauhinia rubiginosa
412. Bauhinia tarapotensis
413. Bauhinia ungulata
414. Bazzania affinis
415. Bazzania denticulata
416. Bazzania falcata
417. Bazzania gracilis
418. Bazzania hookeri
419. Bazzania jamaicensis
420. Bazzania longistipula
421. Bazzania stolonifera
422. Becquerelia cymosa
423. Begonia barrigae
424. Begonia buddleiifolia
425. Begonia fischeri
426. Begonia glabra
427. Begonia guaduensis
428. Begonia hydrophylloides
429. Begonia lutea
430. Begonia rosacea
431. Begonia semiovata
432. Begonia urophylla
433. Begonia urticae
434. Beilschmiedia tovarensis
435. Bejaria mathewsii
436. Bejaria sprucei
437. Belloa kunthiana
438. Bellucia egensis
439. Bellucia grossularioides
440. Bellucia pentamera
441. Bellucia strigosa
442. Bellucia villosa
443. Berberis goudotii
444. Bertholletia excelsa
445. Bertiera guianensis
446. Besleria calantha
447. Besleria cognata
448. Besleria delvillarii
449. Besleria gibbosa
450. Besleria immitis
451. Besleria impressa
452. Besleria obtusa
453. Besleria reticulata
454. Besleria riparia
455. Besleria solanoides
456. Besleria stricta
457. Bidens alba
458. Bidens cynapiifolia
459. Bidens pilosa
460. Bidens reptans
461. Bidens rubifolia
462. Bidens squarrosa
463. Bidens subalternans
464. Bidens tenera
465. Bidens triplinervia
466. Bignonia aequinoctialis
467. Bignonia binata
468. Bignonia corymbosa
469. Bignonia hyacinthina
470. Bignonia lilacina
471. Billia rosea
472. Bismarckia nobilis
473. Bixa orellana
474. Bixa urucurana
475. Blakea brasiliensis
476. Blakea calyptrata
477. Blakea parasitica
478. Blakea rosea
479. Blechnum asplenioides
480. Blechnum falciforme
481. Blechnum fragile
482. Blechnum gracile
483. Blechnum loxense
484. Blechnum occidentale
485. Blechnum polypodioides
486. Blechnum schomburgkii
487. Blechnum serrulatum
488. Blechnum x caudatum
489. Blechnum x confluens
490. Blepharodon mucronatum
491. Blepharodon pictum
492. Blepharodon polydori
493. Blepharolejeunea incongrua
494. Blepharolejeunea securifolia
495. Blepharostoma trichophyllum
496. Blindia gradsteinii
497. Blindia magellanica
498. Boehmeria caudata
499. Boehmeria pavonii
500. Boehmeria ulmifolia
501. Bolbitis aliena
502. Bolbitis portoricensis
503. Bolbitis semipinnatifida
504. Bolbitis serratifolia
505. Bomarea angustipetala
506. Bomarea edulis
507. Bomarea hirsuta
508. Bomarea linifolia
509. Bomarea setacea
510. Bothriochloa saccharoides
511. Botrychium schaffneri
512. Bowdichia virgilioides
513. Brachiolejeunea laxifolia
514. Brachymenium columbicum
515. Brachymitrion jamesonii
516. Brachyotum ledifolium
517. Brachyotum strigosum
518. Brachypodium mexicanum
519. Brachythecium austroglareosum
520. Brachythecium conostomum
521. Brachythecium occidentale
522. Brachythecium plumosum
523. Brassia glumacea
524. Bredemeyera altissima
525. Breutelia chrysea
526. Breutelia inclinata
527. Breutelia integrifolia
528. Breutelia polygastrica
529. Breutelia tomentosa
530. Breutelia trianae
531. Bromelia balansae
532. Bromus catharticus
533. Bromus lanatus
534. Bromus pitensis
535. Bronwenia wurdackii
536. Brosimum acutifolium
537. Brosimum lactescens
538. Brosimum utile
539. Browallia americana
540. Brownea ariza
541. Brownea enrici
542. Brownea grandiceps
543. Brownea negrensis
544. Brownea rosa-de-monte
545. Brugmansia aurea
546. Brugmansia insignis
547. Brunellia racemifera
548. Brunfelsia grandiflora
549. Bryoerythrophyllum campylocarpum
550. Bryoerythrophyllum jamesonii
551. Bryopteris filicina
552. Bryum alpinum
553. Bryum andicola
554. Bryum apiculatum
555. Bryum argenteum
556. Bryum coronatum
557. Bryum ellipsifolium
558. Bryum laevigatum
559. Buchenavia tetraphylla
560. Buchnera jacoborum
561. Buchnera longifolia
562. Buchnera palustris
563. Buchnera rosea
564. Buchnera spruceana
565. Buchnera weberbaueri
566. Bucquetia glutinosa
567. Buddleja americana
568. Buddleja bullata
569. Buddleja incana
570. Buellia aethalea
571. Bulbophyllum antioquiense
572. Bulbophyllum bracteolatum
573. Bulbostylis capillaris
574. Bulbostylis junciformis
575. Bulbostylis juncoides
576. Bulbostylis lanata
577. Bulbostylis paradoxa
578. Bulbostylis tenuifolia
579. Bunchosia armeniaca
580. Bunchosia decussiflora
581. Bunchosia glandulifera
582. Bunodophoron melanocarpum
583. Burmannia bicolor
584. Burmannia capitata
585. Burmannia flava
586. Burmannia grandiflora
587. Burmannia tenella
588. Byrsonima arthropoda
589. Byrsonima crassifolia
590. Byrsonima crispa
591. Byrsonima japurensis
592. Byrsonima krukoffii
593. Byrsonima oblongifolia
594. Byrsonima schultesiana
595. Byrsonima sp. nov. 3
596. Byrsonima spicata
597. Byrsonima verbascifolia
598. Byssolecania fumosonigricans
599. Byssolecania hymenocarpa
600. Byssoloma absconditum
601. Byssoloma leucoblepharum
602. Byssoloma minutissimum
603. Byttneria aculeata
604. Byttneria catalpifolia
605. Byttneria genistella
606. Byttneria scabra
607. Cabomba furcata
608. Cabralea canjerana
609. Caesalpinia pulcherrima
610. Caladium bicolor
611. Caladium macrotites
612. Calamagrostis bogotensis
613. Calamagrostis cleefii
614. Calamagrostis effusa
615. Calamagrostis intermedia
616. Calamagrostis ligulata
617. Calamagrostis macrophylla
618. Calamagrostis podophora
619. Calathea attenuata
620. Calathea bantae
621. Calathea comosa
622. Calathea crotalifera
623. Calathea cyclophora
624. Calathea erythrolepis
625. Calathea inocephala
626. Calathea latifolia
627. Calathea lutea
628. Calathea marantifolia
629. Calathea micans
630. Calathea microcephala
631. Calathea ornata
632. Calathea panamensis
633. Calathea propinqua
634. Calceolaria hirtiflora
635. Calceolaria penlandii
636. Calceolaria perfoliata
637. Calea abelioides
638. Calea berteriana
639. Calea colombiana
640. Calea montana
641. Calea peruviana
642. Calea tolimana
643. Calenia triseptata
644. Calliandra falcata
645. Calliandra haematocephala
646. Calliandra purdiei
647. Calliandra riparia
648. Calliandra surinamensis
649. Calliandra tergemina
650. Callicarpa acuminata
651. Callicostella pallida
652. Callicostella rivularis
653. Calliergonella cuspidata
654. Callitriche nubigena
655. Calopadia foliicola
656. Calopadia puiggari
657. Calophyllum brasiliense
658. Caloplaca citrina
659. Calopogonium caeruleum
660. Calopogonium mucunoides
661. Calopogonium velutinum
662. Calvitimela aglaea
663. Calycolpus calophyllus
664. Calycolpus moritzianus
665. Calymperes pallidum
666. Calypogeia peruviana
667. Calypogeia rhombifolia
668. Calyptranthes multiflora
669. Calyptranthes pulchella
670. Calyptrocarya bicolor
671. Calyptrocarya glomerulata
672. Campyloneurum angustifolium
673. Campyloneurum aphanophlebium
674. Campyloneurum brevifolium
675. Campyloneurum fuscosquamatum
676. Campyloneurum gracile
677. Campyloneurum nitidissimum
678. Campyloneurum phyllitidis
679. Campyloneurum repens
680. Campyloneurum sphenodes
681. Campylopus arctocarpus
682. Campylopus areodictyon
683. Campylopus argyrocaulon
684. Campylopus cavifolius
685. Campylopus cleefii
686. Campylopus dicnemoides
687. Campylopus flexuosus
688. Campylopus fragilis
689. Campylopus jamesonii
690. Campylopus longicellularis
691. Campylopus nivalis
692. Campylopus pauper
693. Campylopus pittieri
694. Campylopus reflexisetus
695. Campylopus richardii
696. Campylopus savannarum
697. Campylosiphon purpurascens
698. Cananga odorata
699. Canavalia ensiformis
700. Canavalia oxyphylla
701. Canna indica
702. Canna paniculata
703. Canscora diffusa
704. Caperonia angustissima
705. Caperonia castaneifolia
706. Caperonia palustris
707. Capirona decorticans
708. Capparidastrum frondosum
709. Capparidastrum sola
710. Capsicum annuum
711. Capsicum dimorphum
712. Capsicum frutescens
713. Caraipa densifolia
714. Caraipa llanorum
715. Caraipa punctulata
716. Caraipa utilis
717. Carapichea ipecacuanha
718. Cardamine alberti
719. Cardamine bonariensis
720. Cardamine ovata
721. Cardiospermum grandiflorum
722. Cardiospermum halicacabum
723. Carex acutata
724. Carex bonplandii
725. Carex jamesonii
726. Carex pichinchensis
727. Carex purdiei
728. Carex tristicha
729. Carica papaya
730. Carludovica palmata
731. Carolus sinemariensis
732. Caryodendron orinocense
733. Casearia aculeata
734. Casearia arborea
735. Casearia corymbosa
736. Casearia grandiflora
737. Casearia javitensis
738. Casearia mariquitensis
739. Casearia pitumba
740. Casearia sylvestris
741. Casearia ulmifolia
742. Cassia grandis
743. Cassia moschata
744. Castilla elastica
745. Castilleja arvensis
746. Castilleja fissifolia
747. Castratella piloselloides
748. Catasetum callosum
749. Catasetum pileatum
750. Catasetum saccatum
751. Catasetum x roseoalbum
752. Catopsis nutans
753. Cattleya schroederae
754. Cattleya violacea
755. Caularthron bilamellatum
756. Cavendishia bracteata
757. Cavendishia tarapotana
758. Cayaponia capitata
759. Cayaponia glandulosa
760. Cayaponia granatensis
761. Cayaponia macrocalyx
762. Cayaponia podantha
763. Cecropia angustifolia
764. Cecropia distachya
765. Cecropia engleriana
766. Cecropia ficifolia
767. Cecropia idroboi
768. Cecropia marginalis
769. Cecropia membranacea
770. Cecropia metensis
771. Cecropia putumayonis
772. Cecropia sararensis
773. Cecropia sciadophylla
774. Cedrela odorata
775. Ceiba pentandra
776. Celosia argentea
777. Celtis iguanaea
778. Celtis schippii
779. Cenchrus bambusiformis
780. Cenchrus clandestinus
781. Cenchrus nervosus
782. Cenchrus peruvianus
783. Cenchrus purpureus
784. Cenchrus setaceus
785. Centropogon cornutus
786. Centropogon curvatus
787. Centropogon ferrugineus
788. Centropogon foetidus
789. Centropogon grandis
790. Centropogon granulosus
791. Centrosema acutifolium
792. Centrosema angustifolium
793. Centrosema grazielae
794. Centrosema macrocarpum
795. Centrosema plumieri
796. Centrosema pubescens
797. Centrosema sagittatum
798. Centrosema venosum
799. Centrosema virginianum
800. Cephalozia crossii
801. Ceradenia bishopii
802. Ceradenia fendleri
803. Ceradenia intonsa
804. Ceradenia jungermannioides
805. Ceradenia pearcei
806. Cerastium arvense
807. Cerastium danguyi
808. Cerastium imbricatum
809. Ceratolejeunea cornuta
810. Ceratopteris thalictroides
811. Ceroxylon quindiuense
812. Cespedesia spathulata
813. Cestrum alternifolium
814. Cestrum buxifolium
815. Cestrum latifolium
816. Cestrum mariquitense
817. Cestrum microcalyx
818. Cestrum racemosum
819. Cestrum reflexum
820. Cestrum schlechtendahlii
821. Cestrum tubulosum
822. Cetraria islandica
823. Chaetocalyx brasiliensis
824. Chamaecostus lanceolatus
825. Chamaecrista calycioides
826. Chamaecrista desvauxii
827. Chamaecrista diphylla
828. Chamaecrista flexuosa
829. Chamaecrista glandulosa
830. Chamaecrista hispidula
831. Chamaecrista nictitans
832. Chamaecrista parvistipula
833. Chamaecrista ramosa
834. Chamaecrista rotundifolia
835. Chamaecrista trichopoda
836. Chamaecrista viscosa
837. Chamaedorea pinnatifrons
838. Chamissoa altissima
839. Chaptalia nutans
840. Chaunochiton angustifolium
841. Cheilanthes eriophora
842. Cheilanthes venusta
843. Chelonanthus pterocaulis
844. Chelonanthus purpurascens
845. Chimarrhis glabriflora
846. Chionanthus implicatus
847. Chloris barbata
848. Chloris dandyana
849. Chomelia spinosa
850. Chomelia tenuiflora
851. Chondrodendron tomentosum
852. Chorisodontium mittenii
853. Chorisodontium speciosum
854. Chromolaena ivifolia
855. Chromolaena laevigata
856. Chromolaena macarenensis
857. Chromolaena moritziana
858. Chromolaena odorata
859. Chromolaena squalida
860. Chromolaena tyleri
861. Chroodiscus coccineus
862. Chrysoblastella chilensis
863. Chrysochlamys bracteolata
864. Chrysochlamys colombiana
865. Chrysochlamys ulei
866. Chrysophyllum argenteum
867. Chrysophyllum lucentifolium
868. Chrysophyllum parvulum
869. Chrysophyllum venezuelanense
870. Chrysothemis pulchella
871. Chrysothrix chlorina
872. Chusquea angustifolia
873. Chusquea serpens
874. Chusquea tessellata
875. Ciliosemina pedunculata
876. Cinchona lancifolia
877. Cinchona pubescens
878. Cinna poiformis
879. Cipura gigas
880. Cipura paludosa
881. Cissampelos andromorpha
882. Cissampelos ovalifolia
883. Cissampelos pareira
884. Cissampelos tropaeolifolia
885. Cissus alata
886. Cissus erosa
887. Cissus gossypiifolia
888. Cissus obliqua
889. Cissus palmata
890. Cissus peruviana
891. Cissus verticillata
892. Citharexylum poeppigii
893. Citrus grandis
894. Citrus medica
895. Citrus reticulata
896. Citrus sinensis
897. Citrus volkameriana
898. Citrus x aurantium
899. Cladia aggregata
900. Cladonia andesita
901. Cladonia arbuscula
902. Cladonia arcuata
903. Cladonia borealis
904. Cladonia chlorophaea
905. Cladonia coccifera
906. Cladonia confusa
907. Cladonia corallifera
908. Cladonia corymbosula
909. Cladonia didyma
910. Cladonia furcata
911. Cladonia granulosa
912. Cladonia isabellina
913. Cladonia macilenta
914. Cladonia meridensis
915. Cladonia pocillum
916. Cladonia pyxidata
917. Cladonia spinea
918. Cladonia squamosa
919. Cladonia subradiata
920. Cladonia subsquamosa
921. Cladonia verruculosa
922. Clarisia racemosa
923. Clavija fernandezii
924. Clavija ornata
925. Clematis guadeloupae
926. Cleome parviflora
927. Cleome pilosa
928. Cleoserrata speciosa
929. Clethra fagifolia
930. Clibadium eggersii
931. Clibadium laxum
932. Clibadium pentaneuron
933. Clibadium surinamense
934. Clidemia capitellata
935. Clidemia ciliata
936. Clidemia crenulata
937. Clidemia dentata
938. Clidemia heterophylla
939. Clidemia hirta
940. Clidemia japurensis
941. Clidemia novemnervia
942. Clidemia octona
943. Clidemia rubra
944. Clidemia septuplinervia
945. Clidemia sericea
946. Clidemia serpens
947. Clidemia strigillosa
948. Clidemia ulei
949. Clidemia uribei
950. Clitoria dendrina
951. Clitoria falcata
952. Clitoria guianensis
953. Clitoria hermannii
954. Clitoria javitensis
955. Clitoria leptostachya
956. Clitoria ternatea
957. Clusia amazonica
958. Clusia columnaris
959. Clusia flavida
960. Clusia garcibarrigae
961. Clusia globosa
962. Clusia hachensis
963. Clusia hammeliana
964. Clusia haughtii
965. Clusia insignis
966. Clusia lineata
967. Clusia loranthacea
968. Clusia loretensis
969. Clusia melchiorii
970. Clusia minor
971. Clusia mocoensis
972. Clusia multiflora
973. Clusia palmicida
974. Clusia petiolaris
975. Clusia renggerioides
976. Clusia rosea
977. Clusia schomburgkiana
978. Clusia trochiformis
979. Cnestidium rufescens
980. Cnidoscolus urens
981. Cobaea scandens
982. Coccocarpia palmicola
983. Coccocypselum hirsutum
984. Coccoloba acuminata
985. Coccoloba ascendens
986. Coccoloba caracasana
987. Coccoloba coronata
988. Coccoloba densifrons
989. Coccoloba lehmannii
990. Coccoloba mollis
991. Cochleanthes flabelliformis
992. Cochlidium linearifolium
993. Cochlidium serrulatum
994. Cochlospermum vitifolium
995. Cocos nucifera
996. Codiaeum variegatum
997. Codonanthopsis crassifolia
998. Codonanthopsis uleana
999. Coffea arabica
1000. Cohniella cebolleta
1001. Coix lacryma-jobi
1002. Coleataenia caricoides
1003. Coleataenia stenodes
1004. Colombobalanus excelsa
1005. Colubrina glandulosa
1006. Columnea labellosa
1007. Columnea sanguinea
1008. Columnea strigosa
1009. Combretum fruticosum
1010. Combretum laxum
1011. Combretum pyramidatum
1012. Commelina diffusa
1013. Commelina rufipes
1014. Comparettia macroplectron
1015. Compsoneura sprucei
1016. Conceveiba pleiostemona
1017. Conceveiba rhytidocarpa
1018. Condaminea corymbosa
1019. Condylidium iresinoides
1020. Connarus guggenheimii
1021. Connarus jaramilloi
1022. Connarus lambertii
1023. Connarus perturbatus
1024. Connarus ruber
1025. Conyza bonariensis
1026. Conyza popayanensis
1027. Conyza uliginosa
1028. Copaifera pubiflora
1029. Corchorus hirtus
1030. Corchorus orinocensis
1031. Cordia bicolor
1032. Cordia hebeclada
1033. Cordia nodosa
1034. Cordia panamensis
1035. Cordia sericicalyx
1036. Cordiera myrciifolia
1037. Cornutia odorata
1038. Cortaderia columbiana
1039. Cortaderia nitida
1040. Cortaderia sericantha
1041. Corynaea crassa
1042. Corytoplectus schlimii
1043. Cosmibuena grandiflora
1044. Costus allenii
1045. Costus arabicus
1046. Costus claviger
1047. Costus comosus
1048. Costus erythrophyllus
1049. Costus glaucus
1050. Costus guanaiensis
1051. Costus laevis
1052. Costus lasius
1053. Costus pulverulentus
1054. Costus scaber
1055. Costus spiralis
1056. Costus villosissimus
1057. Couepia guianensis
1058. Couma utilis
1059. Couroupita guianensis
1060. Coursetia ferruginea
1061. Coussapoa orthoneura
1062. Coussapoa villosa
1063. Coussarea paniculata
1064. Coutoubea ramosa
1065. Coutoubea spicata
1066. Cranichis parvula
1067. Cratoneuron filicinum
1068. Crepidospermum goudotianum
1069. Crepidospermum rhoifolium
1070. Crescentia amazonica
1071. Crescentia cujete
1072. Critonia morifolia
1073. Critoniopsis bogotana
1074. Crocynia gossypina
1075. Croizatia brevipetiolata
1076. Cronisia weddellii
1077. Crossomitrium saprophilum
1078. Crotalaria maypurensis
1079. Crotalaria nitens
1080. Crotalaria nitidula
1081. Crotalaria pallida
1082. Crotalaria pilosa
1083. Crotalaria sagittalis
1084. Croton cuneatus
1085. Croton hirtus
1086. Croton mutisianus
1087. Croton palanostigma
1088. Croton trinitatis
1089. Crudia oblonga
1090. Cryptarrhena guatemalensis
1091. Cryptarrhena lunata
1092. Cryptochloa unispiculata
1093. Cryptolophocolea connata
1094. Cryptolophocolea martiana
1095. Ctenidium malacodes
1096. Ctenitis pedicellata
1097. Ctenitis refulgens
1098. Ctenium concissum
1099. Cucurbita ficifolia
1100. Culcita coniifolia
1101. Culcitium canescens
1102. Cupania americana
1103. Cupania cinerea
1104. Cupania latifolia
1105. Cupania scrobiculata
1106. Cupania sylvatica
1107. Cuphea antisyphilitica
1108. Cuphea carthagenensis
1109. Cuphea elliptica
1110. Cuphea killipii
1111. Cuphea kubeorum
1112. Cuphea melvilla
1113. Cuphea micrantha
1114. Cuphea odonellii
1115. Cuphea philombria
1116. Cuphea racemosa
1117. Cuphea repens
1118. Cuphea setosa
1119. Curatella americana
1120. Curculigo scorzonerifolia
1121. Cuscuta corniculata
1122. Cuspidaria inaequalis
1123. Cuspidaria subincana
1124. Cyathea alstonii
1125. Cyathea andina
1126. Cyathea aterrima
1127. Cyathea atrovirens
1128. Cyathea caracasana
1129. Cyathea cyatheoides
1130. Cyathea delgadii
1131. Cyathea horrida
1132. Cyathea lasiosora
1133. Cyathea microdonta
1134. Cyathea pungens
1135. Cyathea werffii
1136. Cyathula achyranthoides
1137. Cyathula prostrata
1138. Cybianthus bogotensis
1139. Cybianthus idroboi
1140. Cybianthus iteoides
1141. Cybianthus jaramilloi
1142. Cybianthus llanorum
1143. Cybianthus schlimii
1144. Cycas rumphii
1145. Cyclanthus bipartitus
1146. Cyclodium meniscioides
1147. Cyclopeltis semicordata
1148. Cymbocarpa refracta
1149. Cymbopetalum brasiliense
1150. Cymbopogon citratus
1151. Cymbosema roseum
1152. Cynanchum montevidense
1153. Cynanchum riometense
1154. Cynodon dactylon
1155. Cynodon nlemfuensis
1156. Cynoglossum trianaeum
1157. Cypella linearis
1158. Cyperus aggregatus
1159. Cyperus articulatus
1160. Cyperus compressus
1161. Cyperus conservator-davidii
1162. Cyperus cuspidatus
1163. Cyperus esculentus
1164. Cyperus haspan
1165. Cyperus hermaphroditus
1166. Cyperus imbricatus
1167. Cyperus iria
1168. Cyperus lacustris
1169. Cyperus laxus
1170. Cyperus ligularis
1171. Cyperus luzulae
1172. Cyperus meridionalis
1173. Cyperus miliifolius
1174. Cyperus odoratus
1175. Cyperus rotundus
1176. Cyperus simplex
1177. Cyperus sphacelatus
1178. Cyperus surinamensis
1179. Cyperus tenuis
1180. Cyrtochilum murinum
1181. Cyrtocymura scorpioides
1182. Cyrtostachys renda
1183. Cystopteris fragilis
1184. Dacryodes negrensis
1185. Dactyloctenium aegyptium
1186. Dahlia imperialis
1187. Dalbergia monetaria
1188. Dalechampia brasiliensis
1189. Dalechampia tiliifolia
1190. Daltonia ovalis
1191. Danaea falcata
1192. Danaea leprieurii
1193. Danaea moritziana
1194. Danaea nodosa
1195. Daucus montanus
1196. Davilla kunthii
1197. Davilla nitida
1198. Davilla rugosa
1199. Declieuxia fruticosa
1200. Deguelia densiflora
1201. Deguelia negrensis
1202. Delonix regia
1203. Dendropanax arboreus
1204. Dendropanax caucanus
1205. Dendrophthora clavata
1206. Dendrophthora elliptica
1207. Dendrophthora paucifolia
1208. Dennstaedtia bipinnata
1209. Dennstaedtia cicutaria
1210. Dennstaedtia cornuta
1211. Dennstaedtia dissecta
1212. Deprea orinocensis
1213. Desmodium adscendens
1214. Desmodium axillare
1215. Desmodium barbatum
1216. Desmodium cajanifolium
1217. Desmodium glabrum
1218. Desmodium intortum
1219. Desmodium pachyrhizum
1220. Desmodium purpusii
1221. Desmodium sclerophyllum
1222. Desmodium scorpiurus
1223. Desmodium tortuosum
1224. Desmodium triflorum
1225. Desmodium wydlerianum
1226. Desmoncus polyacanthos
1227. Desmoscelis villosa
1228. Dialium guianense
1229. Diastema racemiferum
1230. Dibaeis columbiana
1231. Dibaeis fungoides
1232. Dichapetalum spruceanum
1233. Dichorisandra hexandra
1234. Dichorisandra villosula
1235. Diclidanthera bolivarensis
1236. Dicliptera ochrochlamys
1237. Dicranodontium pulchroalare
1238. Dicranopteris flexuosa
1239. Dicranopygium omichlophilum
1240. Dicranopygium parvulum
1241. Dictyocaryum lamarckianum
1242. Dictyonema glabratum
1243. Dictyostega orobanchoides
1244. Didymodon australasiae
1245. Didymodon laevigatus
1246. Didymodon paramicola
1247. Didymoglossum krausii
1248. Didymoglossum punctatum
1249. Dieffenbachia costata
1250. Dieffenbachia humilis
1251. Dieffenbachia longispatha
1252. Dieffenbachia parlatorei
1253. Dieffenbachia seguine
1254. Digitaria bicornis
1255. Digitaria cardenasiana
1256. Digitaria ciliaris
1257. Digitaria dioica
1258. Digitaria eriantha
1259. Digitaria fuscescens
1260. Digitaria horizontalis
1261. Digitaria insularis
1262. Digitaria rangelii
1263. Digitaria violascens
1264. Dimerandra elegans
1265. Dimerandra emarginata
1266. Dimerocostus strobilaceus
1267. Dinebra scabra
1268. Dioclea circinata
1269. Dioclea guianensis
1270. Dioclea haughtii
1271. Dioclea paniculata
1272. Dioclea pulchra
1273. Dioclea virgata
1274. Dioicodendron dioicum
1275. Diorygma epiglaucum
1276. Dioscorea amazonum
1277. Dioscorea atrescens
1278. Dioscorea pilosiuscula
1279. Dioscorea polygonoides
1280. Dioscorea trifida
1281. Diospyros artanthifolia
1282. Diospyros vestita
1283. Diphasiastrum thyoides
1284. Diphasium jussiaei
1285. Diphyscium longifolium
1286. Diplacrum capitatum
1287. Diplasia karatifolia
1288. Diplazium carnosum
1289. Diplazium consacense
1290. Diplazium cristatum
1291. Diplazium grandifolium
1292. Diplazium pinnatifidum
1293. Diplazium plantaginifolium
1294. Diplazium striatastrum
1295. Diplazium striatum
1296. Diplopterys pubipetala
1297. Diploschistes cinereocaesius
1298. Diploschistes diacapsis
1299. Diplostephium alveolatum
1300. Diplostephium cayambense
1301. Diplostephium fosbergii
1302. Diplostephium heterophyllum
1303. Diplostephium huertasii
1304. Diplostephium ochraceum
1305. Diplostephium phylicoides
1306. Diplostephium revolutum
1307. Diplostephium rosmarinifolium
1308. Diplostephium rupestre
1309. Diplostephium schultzii
1310. Diplostephium tenuifolium
1311. Diplotropis purpurea
1312. Dipteryx micrantha
1313. Dipteryx punctata
1314. Disciphania ernstii
1315. Discophora guianensis
1316. Discophora montana
1317. Disterigma alaternoides
1318. Disterigma cryptocalyx
1319. Disterigma empetrifolium
1320. Distichia muscoides
1321. Distichium capillaceum
1322. Ditassa macarenae
1323. Ditrichum gracile
1324. Dodonaea viscosa
1325. Dolichandra uncata
1326. Dolichandra unguis-cati
1327. Dolichodelphys chlorocrater
1328. Doliocarpus dentatus
1329. Doliocarpus multiflorus
1330. Doliocarpus novogranatensis
1331. Dorstenia brasiliensis
1332. Dorstenia contrajerva
1333. Draba cuatrecasasiana
1334. Draba rositae
1335. Draba sericea
1336. Dracontium spruceanum
1337. Drepanocladus aduncus
1338. Drepanocladus longifolius
1339. Drepanocladus sordidus
1340. Drosera cayennensis
1341. Drymaria cordata
1342. Drymonia coccinea
1343. Drymonia semicordata
1344. Drymonia serrulata
1345. Drymonia teuscheri
1346. Dryopteris wallichiana
1347. Duguetia odorata
1348. Duguetia quitarensis
1349. Dumortiera hirsuta
1350. Duranta woronowii
1351. Duroia hirsuta
1352. Duroia micrantha
1353. Dussia tessmannii
1354. Dypsis lutescens
1355. Ecclinusa lanceolata
1356. Echinochloa colonum
1357. Echinodorus grisebachii
1358. Echinodorus trialatus
1359. Echinolaena gracilis
1360. Echinolaena inflexa
1361. Echinoplaca leucotrichoides
1362. Echinoplaca marginata
1363. Eclipta prostrata
1364. Egletes repens
1365. Eichhornia crassipes
1366. Eichhornia diversifolia
1367. Eichhornia heterosperma
1368. Eirmocephala brachiata
1369. Elaeagia myriantha
1370. Elaeagia utilis
1371. Elaeis guineensis
1372. Elaphandra lehmannii
1373. Elaphoglossum affine
1374. Elaphoglossum andreanum
1375. Elaphoglossum aphlebium
1376. Elaphoglossum deltoideum
1377. Elaphoglossum ellipsoideum
1378. Elaphoglossum engelii
1379. Elaphoglossum eriopus
1380. Elaphoglossum eximium
1381. Elaphoglossum exsertipes
1382. Elaphoglossum gayanum
1383. Elaphoglossum hartwegii
1384. Elaphoglossum lindenii
1385. Elaphoglossum lingua
1386. Elaphoglossum lloense
1387. Elaphoglossum luridum
1388. Elaphoglossum mathewsii
1389. Elaphoglossum peltatum
1390. Elaphoglossum plumosum
1391. Elaphoglossum praetermissum
1392. Elaphoglossum raywaense
1393. Elaphoglossum rimbachii
1394. Elaphoglossum sporadolepis
1395. Elaphoglossum vulcanicum
1396. Elaphoglossum wageneri
1397. Eleocharis acicularis
1398. Eleocharis acutangula
1399. Eleocharis capillacea
1400. Eleocharis elegans
1401. Eleocharis filiculmis
1402. Eleocharis geniculata
1403. Eleocharis macrostachya
1404. Eleocharis minima
1405. Eleocharis retroflexa
1406. Eleocharis sellowiana
1407. Elephantopus mollis
1408. Elephantopus tomentosus
1409. Eleusine indica
1410. Eleutheranthera ruderalis
1411. Elionurus muticus
1412. Elionurus tripsacoides
1413. Elleanthus aurantiacus
1414. Elytrostachys typica
1415. Emilia coccinea
1416. Emilia sonchifolia
1417. Emmeorhiza umbellata
1418. Encalypta ciliata
1419. Encyclia chloroleuca
1420. Encyclia cyperifolia
1421. Encyclia leucantha
1422. Encyclia stellata
1423. Endlicheria anomala
1424. Endlicheria directonervia
1425. Endlicheria formosa
1426. Endlicheria paniculata
1427. Endlicheria pyriformis
1428. Endlicheria rubriflora
1429. Endlicheria sericea
1430. Entada polyphylla
1431. Enterolobium cyclocarpum
1432. Enterolobium schomburgkii
1433. Entosthodon jamesonii
1434. Epidendrum calanthum
1435. Epidendrum ciliare
1436. Epidendrum coronatum
1437. Epidendrum criniferum
1438. Epidendrum dendrobii
1439. Epidendrum elleanthoides
1440. Epidendrum filamentosum
1441. Epidendrum flexuosum
1442. Epidendrum frutex
1443. Epidendrum leeanum
1444. Epidendrum lizethae
1445. Epidendrum macarense
1446. Epidendrum microphyllum
1447. Epidendrum praetervisum
1448. Epidendrum purum
1449. Epidendrum ramosum
1450. Epidendrum rhombochilum
1451. Epidendrum rigidum
1452. Epidendrum serpens
1453. Epidendrum sertorum
1454. Epidendrum strobiliferum
1455. Epidendrum sumapacense
1456. Epidendrum trulliforme
1457. Epidendrum viviparum
1458. Epidendrum zipaquiranum
1459. Epilobium denticulatum
1460. Epiphyllum phyllanthus
1461. Epipterygium immarginatum
1462. Episcia cupreata
1463. Episcia reptans
1464. Epistephium amplexicaule
1465. Equisetum bogotense
1466. Eragrostis acutiflora
1467. Eragrostis bahiensis
1468. Eragrostis ciliaris
1469. Eragrostis hypnoides
1470. Eragrostis japonica
1471. Eragrostis maypurensis
1472. Eragrostis pectinacea
1473. Eragrostis pilosa
1474. Eragrostis secundiflora
1475. Eragrostis tenella
1476. Erechtites hieraciifolius
1477. Erechtites valerianifolius
1478. Erigeron chionophilus
1479. Eriocaulon guyanense
1480. Eriocaulon humboldtii
1481. Eriocaulon setaceum
1482. Eriocaulon spruceanum
1483. Eriochloa distachya
1484. Eriochloa punctata
1485. Eriochrysis cayennensis
1486. Eriochrysis holcoides
1487. Eriope crassipes
1488. Eriosema crinitum
1489. Eriosema longifolium
1490. Eriosema obovatum
1491. Eriosema pulchellum
1492. Eriosema rufum
1493. Eriosema simplicifolium
1494. Eriosema violaceum
1495. Eriotheca globosa
1496. Ernestia tenella
1497. Ertela trifolia
1498. Eryngium ebracteatum
1499. Eryngium foetidum
1500. Eryngium humboldtii
1501. Eryngium humile
1502. Erythrina amazonica
1503. Erythrina costaricensis
1504. Erythrina edulis
1505. Erythrina fusca
1506. Erythrina poeppigiana
1507. Erythrochiton brasiliensis
1508. Erythrochiton fallax
1509. Erythrophyllopsis andina
1510. Erythroxylum amazonicum
1511. Erythroxylum cataractarum
1512. Erythroxylum citrifolium
1513. Erythroxylum coca
1514. Erythroxylum foetidum
1515. Erythroxylum gracilipes
1516. Erythroxylum macrophyllum
1517. Escallonia myrtilloides
1518. Escallonia paniculata
1519. Eschweilera bogotensis
1520. Eschweilera cabrerana
1521. Eschweilera parvifolia
1522. Espeletia argentea
1523. Espeletia grandiflora
1524. Espeletia tapirophila
1525. Espeletia uribei
1526. Espeletiopsis corymbosa
1527. Eucharis candida
1528. Eugenia biflora
1529. Eugenia cribrata
1530. Eugenia florida
1531. Eugenia lambertiana
1532. Eugenia punicifolia
1533. Eugenia stipitata
1534. Eugenia variareolata
1535. Eugeniella psychotriae
1536. Eulacophyllum cultelliforme
1537. Eulophia alta
1538. Euphorbia hirta
1539. Euphorbia hyssopifolia
1540. Euphorbia lasiocarpa
1541. Euphorbia seguieriana
1542. Euphorbia thymifolia
1543. Euphorbia tithymaloides
1544. Euplassa saxicola
1545. Euterpe precatoria
1546. Everniastrum cirrhatum
1547. Everniastrum vexans
1548. Faramea flavicans
1549. Faramea multiflora
1550. Faramea oblongifolia
1551. Faramea occidentalis
1552. Faramea orinocensis
1553. Fellhanera lisowskii
1554. Fellhanera stanhopeae
1555. Festuca andicola
1556. Festuca colombiana
1557. Festuca cundinamarcae
1558. Festuca pilar-franceii
1559. Festuca sumapana
1560. Fevillea cordifolia
1561. Ficus americana
1562. Ficus coerulescens
1563. Ficus cuatrecasasiana
1564. Ficus dendrocida
1565. Ficus donnell-smithii
1566. Ficus eximia
1567. Ficus gomelleira
1568. Ficus guatiquiae
1569. Ficus insipida
1570. Ficus krukovii
1571. Ficus maxima
1572. Ficus mutisii
1573. Ficus nymphaeifolia
1574. Ficus obtusifolia
1575. Ficus ocoana
1576. Ficus pallida
1577. Ficus paraensis
1578. Ficus pertusa
1579. Ficus trianae
1580. Ficus trigona
1581. Fimbristylis aestivalis
1582. Fimbristylis complanata
1583. Fimbristylis dichotoma
1584. Fimbristylis littoralis
1585. Fischeria stellata
1586. Fissidens crispus
1587. Fissidens flaccidus
1588. Fissidens guianensis
1589. Fissidens intramarginatus
1590. Fissidens polypodioides
1591. Fissidens prionodes
1592. Fissidens rigidulus
1593. Fissidens submarginatus
1594. Fleischmannia microstemon
1595. Forsteronia graciloides
1596. Freziera bonplandiana
1597. Fridericia candicans
1598. Fridericia chica
1599. Fridericia dichotoma
1600. Fridericia florida
1601. Fridericia patellifera
1602. Fridericia pubescens
1603. Fridericia schumanniana
1604. Frullania atrata
1605. Frullania convoluta
1606. Frullania mirabilis
1607. Frullania sphaerocephala
1608. Frullania tetraptera
1609. Fuchsia hirtella
1610. Fuchsia petiolaris
1611. Fuchsia verrucosa
1612. Fuirena umbellata
1613. Funaria calvescens
1614. Funastrum clausum
1615. Fuscocephaloziopsis crassifolia
1616. Gaiadendron punctatum
1617. Galactia glaucescens
1618. Galactia gracillima
1619. Galactia jussiaeana
1620. Galactodenia subscabra
1621. Galeandra beyrichii
1622. Galeandra magnicolumna
1623. Galeandra minax
1624. Galipea trifoliata
1625. Galium ascendens
1626. Galium canescens
1627. Galium hypocarpium
1628. Galphimia gracilis
1629. Gamochaeta americana
1630. Gamochaeta paramorum
1631. Gamochaeta purpurea
1632. Garcinia benthamiana
1633. Garcinia macrophylla
1634. Garcinia madruno
1635. Garcinia mangostana
1636. Gaultheria anastomosans
1637. Gaultheria erecta
1638. Gaultheria foliolosa
1639. Gaultheria hapalotricha
1640. Gaultheria rigida
1641. Gaultheria strigosa
1642. Geissanthus andinus
1643. Geissanthus fragrans
1644. Genipa americana
1645. Genlisea filiformis
1646. Gentiana sedifolia
1647. Geonoma brongniartii
1648. Geonoma deversa
1649. Geonoma euspatha
1650. Geonoma interrupta
1651. Geonoma longipedunculata
1652. Geonoma orbignyana
1653. Geonoma solitaria
1654. Geonoma undata
1655. Geophila cordifolia
1656. Geophila macropoda
1657. Geophila repens
1658. Geophila tenuis
1659. Geranium diffusum
1660. Geranium holosericeum
1661. Geranium lainzii
1662. Geranium multipartitum
1663. Geranium rhomboidale
1664. Geranium sibbaldioides
1665. Geranium stramineum
1666. Gleichenella pectinata
1667. Gliricidia brenningii
1668. Gloeospermum longifolium
1669. Gloeospermum sphaerocarpum
1670. Glossoloma ichthyoderma
1671. Glossoloma medusaeum
1672. Glossoloma schultzei
1673. Glossoloma tetragonoides
1674. Gloxinia erinoides
1675. Gloxinia perennis
1676. Gloxiniopsis racemosa
1677. Gnaphalium antennarioides
1678. Gnetum leyboldii
1679. Gnetum nodiflorum
1680. Godmania aesculifolia
1681. Gomesa bicolor
1682. Gomphichis traceyae
1683. Gomphrena elegans
1684. Gomphrena globosa
1685. Gomphrena serrata
1686. Gongora arcuata
1687. Gongora pleiochroma
1688. Gongora portentosa
1689. Gongora scaphephorus
1690. Gongylanthus limbatus
1691. Gonzalagunia cornifolia
1692. Gordonia fruticosa
1693. Gouania colombiana
1694. Gouania polygama
1695. Gouania rumicina
1696. Gradsteinia andicola
1697. Graffenrieda galeottii
1698. Graffenrieda gracilis
1699. Graffenrieda santamartensis
1700. Graphina malmei
1701. Gratiola bogotensis
1702. Grias neuberthii
1703. Guadua angustifolia
1704. Guadua paniculata
1705. Guapira cuspidata
1706. Guarea grandifolia
1707. Guarea guidonia
1708. Guarea kunthiana
1709. Guarea pubescens
1710. Guatteria cargadero
1711. Guatteria cestrifolia
1712. Guatteria collina
1713. Guatteria hirsuta
1714. Guatteria leiocarpa
1715. Guatteria maypurensis
1716. Guatteria persicifolia
1717. Guatteria schomburgkiana
1718. Guatteria ucayalina
1719. Guazuma ulmifolia
1720. Guettarda crispiflora
1721. Gunnera pilosa
1722. Gurania acuminata
1723. Gurania bignoniacea
1724. Gurania eriantha
1725. Gurania lobata
1726. Gurania pedata
1727. Gurania rhizantha
1728. Gustavia augusta
1729. Gustavia hexapetala
1730. Gustavia longifolia
1731. Gustavia macarenensis
1732. Gustavia poeppigiana
1733. Guzmania densiflora
1734. Guzmania glomerata
1735. Guzmania lingulata
1736. Guzmania melinonis
1737. Guzmania monostachia
1738. Guzmania patula
1739. Guzmania squarrosa
1740. Gyalectidium filicinum
1741. Gyalideopsis peruviana
1742. Gymnomitrion atrofilum
1743. Gymnomitrion bolivianum
1744. Gymnomitrion setaceum
1745. Gymnomitrion truncato-apiculatum
1746. Gymnopogon fastigiatus
1747. Gymnopogon foliosus
1748. Gymnosiphon tenellus
1749. Gynerium sagittatum
1750. Gynoxys fuliginosa
1751. Gynoxys subcinerea
1752. Habenaria heptadactyla
1753. Halenia asclepiadea
1754. Halenia gentianoides
1755. Halenia major
1756. Hamatocaulis vernicosus
1757. Hamelia axillaris
1758. Hamelia patens
1759. Handroanthus chrysanthus
1760. Handroanthus obscurus
1761. Handroanthus uleanus
1762. Hapalorchis piesikii
1763. Hasseltia floribunda
1764. Hebanthe grandiflora
1765. Hebeclinium macrophyllum
1766. Hecistopteris pumila
1767. Hedwigia nivalis
1768. Hedychium coronarium
1769. Hedyosmum colombianum
1770. Hedyosmum crenatum
1771. Hedyosmum goudotianum
1772. Hedyosmum parvifolium
1773. Hedyosmum racemosum
1774. Hedyosmum translucidum
1775. Heisteria acuminata
1776. Heisteria nitida
1777. Helanthium bolivianum
1778. Helanthium tenellum
1779. Heliconia acuminata
1780. Heliconia burleana
1781. Heliconia chartacea
1782. Heliconia episcopalis
1783. Heliconia gilbertiana
1784. Heliconia hirsuta
1785. Heliconia julianii
1786. Heliconia latispatha
1787. Heliconia marginata
1788. Heliconia orthotricha
1789. Heliconia psittacorum
1790. Heliconia rostrata
1791. Heliconia schumanniana
1792. Heliconia spathocircinata
1793. Heliconia stricta
1794. Heliconia velutina
1795. Helicophyllum torquatum
1796. Helicostylis tomentosa
1797. Helicteres guazumifolia
1798. Heliocarpus americanus
1799. Heliopsis helianthoides
1800. Heliopsis lanceolata
1801. Heliotropium indicum
1802. Heliotropium procumbens
1803. Helosis cayennensis
1804. Hemidictyum marginatum
1805. Hemionitis rufa
1806. Henicodium geniculatum
1807. Henriettea fascicularis
1808. Henriettea fissanthera
1809. Henriettea goudotiana
1810. Henriettea ovata
1811. Henriettea rimosa
1812. Henriettea seemannii
1813. Henriettea trachyphylla
1814. Henriettea tuberculosa
1815. Henriettea verrucosa
1816. Heppiella ulmifolia
1817. Herbertus acanthelius
1818. Herbertus grossispinus
1819. Herrania nitida
1820. Herrania pulcherrima
1821. Herrania tomentella
1822. Hesperomeles obtusifolia
1823. Heteranthera reniformis
1824. Heterocondylus vitalbae
1825. Heterodermia flabellata
1826. Heteropogon contortus
1827. Heteropterys alata
1828. Heteropterys macradena
1829. Heteropterys macrostachya
1830. Heteropterys nervosa
1831. Heteropterys riparia
1832. Heteroscyphus marginatus
1833. Heterotaxis sessilis
1834. Hibiscus acetosella
1835. Hibiscus furcellatus
1836. Hibiscus mutabilis
1837. Hibiscus rosa-sinensis
1838. Hibiscus spathulatus
1839. Hieracium avilae
1840. Hieracium frigidum
1841. Hieronyma alchorneoides
1842. Hieronyma huilensis
1843. Hieronyma oblonga
1844. Hillia macrophylla
1845. Himatanthus articulatus
1846. Hippeastrum elegans
1847. Hippeastrum puniceum
1848. Hippobroma longiflora
1849. Hippotis albiflora
1850. Hiraea affinis
1851. Hiraea apaporiensis
1852. Hiraea fagifolia
1853. Hiraea idroboana
1854. Hiraea ternifolia
1855. Hirtella adenophora
1856. Hirtella americana
1857. Hirtella elongata
1858. Hirtella maguirei
1859. Hirtella paniculata
1860. Hirtella racemosa
1861. Hirtella triandra
1862. Hoffmannia pauciflora
1863. Holodiscus argenteus
1864. Homalium racemosum
1865. Homolepis aturensis
1866. Houlletia tigrina
1867. Humiria balsamifera
1868. Hura crepitans
1869. Hydrochorea corymbosa
1870. Hydrochorea marginata
1871. Hydrocotyle bonplandii
1872. Hydrocotyle gunnerifolia
1873. Hydrolea elatior
1874. Hydrolea spinosa
1875. Hygrophila costata
1876. Hylaeanthe unilateralis
1877. Hymenachne amplexicaulis
1878. Hymenachne donacifolia
1879. Hymenaea courbaril
1880. Hymenaea oblongifolia
1881. Hymenophyllum cristatum
1882. Hymenophyllum elegans
1883. Hymenophyllum hirsutum
1884. Hymenophyllum karstenianum
1885. Hymenophyllum polyanthos
1886. Hymenophyllum tegularis
1887. Hymenopus lasseri
1888. Hymenostylium recurvirostrum
1889. Hyospathe elegans
1890. Hyospathe pittieri
1891. Hyparrhenia bracteata
1892. Hyparrhenia rufa
1893. Hypericum garciae
1894. Hypericum goyanesii
1895. Hypericum juniperinum
1896. Hypericum lancioides
1897. Hypericum mexicanum
1898. Hypericum prostratum
1899. Hypericum ruscoides
1900. Hypericum strictum
1901. Hypericum thuyoides
1902. Hypnella diversifolia
1903. Hypnella pallescens
1904. Hypnella pilifera
1905. Hypnum amabile
1906. Hypnum cupressiforme
1907. Hypochaeris sessiliflora
1908. Hypochaeris taraxacoides
1909. Hypolepis hostilis
1910. Hypolepis rigescens
1911. Hypolepis viscosa
1912. Hypolytrum longifolium
1913. Hypopterygium tamarisci
1914. Hypotrachyna bogotensis
1915. Hypotrachyna chicitae
1916. Hypotrachyna citrella
1917. Hypotrachyna convexa
1918. Hypotrachyna densirhizinata
1919. Hypotrachyna ensifolia
1920. Hypotrachyna flavida
1921. Hypotrachyna laevigata
1922. Hypotrachyna longiloba
1923. Hypotrachyna norlopezii
1924. Hypotrachyna prolongata
1925. Hypotrachyna pulvinata
1926. Hyptis atrorubens
1927. Hyptis brachiata
1928. Hyptis brevipes
1929. Hyptis capitata
1930. Hyptis colombiana
1931. Hyptis conferta
1932. Hyptis crassipes
1933. Hyptis dilatata
1934. Hyptis fulva
1935. Hyptis hirsuta
1936. Hyptis lacustris
1937. Hyptis lanceolata
1938. Hyptis lantanifolia
1939. Hyptis lutescens
1940. Hyptis luticola
1941. Hyptis mutabilis
1942. Hyptis obtusiflora
1943. Hyptis pectinata
1944. Hyptis personata
1945. Hyptis recurvata
1946. Hyptis sidifolia
1947. Hyptis sinuata
1948. Hyptis suaveolens
1949. Ichnanthus annuus
1950. Ichnanthus breviscrobs
1951. Ichnanthus calvescens
1952. Ichnanthus pallens
1953. Ichthyothere hirsuta
1954. Ichthyothere scandens
1955. Ichthyothere terminalis
1956. Icmadophila aversum
1957. Ilex inundata
1958. Ilex laureola
1959. Ilex laurina
1960. Ilex macarenensis
1961. Ilex yurumanguinis
1962. Impatiens balsamina
1963. Impatiens walleriana
1964. Imperata brasiliensis
1965. Imperata contracta
1966. Indigofera hirsuta
1967. Indigofera lespedezioides
1968. Indigofera suffruticosa
1969. Inga acreana
1970. Inga acrocephala
1971. Inga acuminata
1972. Inga alata
1973. Inga alba
1974. Inga brachyrhachis
1975. Inga capitata
1976. Inga cinnamomea
1977. Inga cocleensis
1978. Inga cylindrica
1979. Inga densiflora
1980. Inga edulis
1981. Inga fastuosa
1982. Inga gracilior
1983. Inga lallensis
1984. Inga macarenensis
1985. Inga macrophylla
1986. Inga marginata
1987. Inga maritima
1988. Inga mucuna
1989. Inga nobilis
1990. Inga oerstediana
1991. Inga psittacorum
1992. Inga punctata
1993. Inga rubiginosa
1994. Inga sapindoides
1995. Inga setosa
1996. Inga spectabilis
1997. Inga stenoptera
1998. Inga tenuistipula
1999. Inga thibaudiana
2000. Inga umbellifera
2001. Inga vera
2002. Ionopsis satyrioides
2003. Ionopsis utricularioides
2004. Ipomoea alba
2005. Ipomoea argentea
2006. Ipomoea batatas
2007. Ipomoea hederifolia
2008. Ipomoea killipiana
2009. Ipomoea nil
2010. Ipomoea philipsonii
2011. Ipomoea philomega
2012. Ipomoea quamoclit
2013. Ipomoea schomburgkii
2014. Ipomoea setifera
2015. Ipomoea squamosa
2016. Ipomoea triloba
2017. Iresine diffusa
2018. Iresine spiculigera
2019. Iriartea deltoidea
2020. Iryanthera juruensis
2021. Iryanthera laevis
2022. Iryanthera paraensis
2023. Iryanthera ulei
2024. Isachne polygonoides
2025. Isachne rigens
2026. Ischaemum latifolium
2027. Ischaemum rugosum
2028. Ischnosiphon arouma
2029. Ischnosiphon cerotus
2030. Ischnosiphon colombianus
2031. Ischnosiphon leucophaeus
2032. Ischnosiphon macarenae
2033. Ischnosiphon obliquus
2034. Ischnosiphon rotundifolius
2035. Isertia coccinea
2036. Isertia haenkeana
2037. Isertia laevis
2038. Isertia parviflora
2039. Isertia rosea
2040. Isodrepanium lentulum
2041. Isoetes andina
2042. Isoetes boyacensis
2043. Isoetes karstenii
2044. Isoetes killipii
2045. Isoetes lechleri
2046. Isopterygium tenerum
2047. Isotachis lacustris
2048. Isotachis multiceps
2049. Isotachis serrulata
2050. Ixora killipii
2051. Jablonskia congesta
2052. Jacaranda caucana
2053. Jacaranda copaia
2054. Jacaranda obtusifolia
2055. Jacaratia digitata
2056. Jacquemontia ciliata
2057. Jacquemontia tamnifolia
2058. Jacquiniella globosa
2059. Jamesonia flexuosa
2060. Jamesonia goudotii
2061. Jamesonia imbricata
2062. Jamesonia rotundifolia
2063. Jensenia difformis
2064. Jensenia florschuetzii
2065. Jensenia spinosa
2066. Joosia umbellifera
2067. Juanulloa mexicana
2068. Juanulloa ochracea
2069. Juncus cyperoides
2070. Juncus echinocephalus
2071. Juncus stipulatus
2072. Jungia calyculata
2073. Jungia coarctata
2074. Justicia brandegeeana
2075. Justicia charadrophila
2076. Justicia comata
2077. Justicia croceochlamys
2078. Justicia cystolithosa
2079. Justicia filibracteolata
2080. Justicia glaziovii
2081. Justicia ischnorhachis
2082. Justicia macarenensis
2083. Justicia oreopola
2084. Justicia pectoralis
2085. Justicia secunda
2086. Justicia trianae
2087. Justicia unguiculata
2088. Kalanchoe pinnata
2089. Kindbergia praelonga
2090. Kohleria hirsuta
2091. Kohleria spicata
2092. Kohleria stuebeliana
2093. Kohleria tigridia
2094. Kohleria tubiflora
2095. Kohleria warszewiczii
2096. Kurzia capillaris
2097. Kyllinga brevifolia
2098. Kyllinga odorata
2099. Kyllinga pumila
2100. Lachemilla fulvescens
2101. Lachemilla galioides
2102. Lachemilla hispidula
2103. Lachemilla holosericea
2104. Lachemilla tanacetifolia
2105. Lachnostoma tigrinum
2106. Lacistema aggregatum
2107. Lacmellea edulis
2108. Lacmellea floribunda
2109. Lacunaria crenata
2110. Lacunaria jenmanii
2111. Ladenbergia lambertiana
2112. Ladenbergia macrocarpa
2113. Laelia undulata
2114. Laestadia muscicola
2115. Laestadia pinifolia
2116. Laetia corymbulosa
2117. Laetia procera
2118. Lagenocarpus rigidus
2119. Langsdorffia hypogaea
2120. Lantana camara
2121. Lantana cujabensis
2122. Lantana trifolia
2123. Lasiacis divaricata
2124. Lasiacis ligulata
2125. Lasiacis procerrima
2126. Lasiacis ruscifolia
2127. Lasiacis sloanei
2128. Lasiacis sorghoidea
2129. Lasiocephalus otophorus
2130. Lastreopsis effusa
2131. Laxoplumeria tessmannii
2132. Leandra chaetodon
2133. Leandra dichotoma
2134. Leandra longicoma
2135. Leandra rhodopogon
2136. Leandra secunda
2137. Leandra solenifera
2138. Leersia hexandra
2139. Leiomela lopezii
2140. Leiomitra tomentosa
2141. Lejeunea flava
2142. Lellingeria subsessilis
2143. Leonia crassa
2144. Leonia glycycarpa
2145. Leonia racemosa
2146. Lepanthes forceps
2147. Lepanthes profusa
2148. Lepicolea pruinosa
2149. Lepidagathis alopecuroidea
2150. Lepidaploa canescens
2151. Lepidopilum affine
2152. Lepidozia auriculata
2153. Lepidozia cupressina
2154. Lepidozia incurvata
2155. Lepidozia macrocolea
2156. Lepidozia squarrosa
2157. Leprocaulon congestum
2158. Leptochloa virgata
2159. Leptodontium erythroneuron
2160. Leptodontium longicaule
2161. Leptodontium wallisii
2162. Leptogium cochleatum
2163. Leptogium cyanescens
2164. Leptogium digitatum
2165. Leptogium inversum
2166. Leptogium reticulatum
2167. Leptogium tremelloides
2168. Leptoscyphus amphibolius
2169. Leptoscyphus cleefii
2170. Leptoscyphus porphyrius
2171. Lepyrodon tomentosus
2172. Lessingianthus rubricaulis
2173. Leucaena leucocephala
2174. Leucobryum antillarum
2175. Leucobryum crispum
2176. Leucobryum martianum
2177. Leucoloma cruegerianum
2178. Leucomium strumosum
2179. Liabum asclepiadeum
2180. Licania apetala
2181. Licania heteromorpha
2182. Licania hypoleuca
2183. Licania leucosepala
2184. Licania mollis
2185. Licania octandra
2186. Licania pyrifolia
2187. Licania silvae
2188. Licaria brasiliensis
2189. Ligeophila macarenae
2190. Lilaeopsis macloviana
2191. Lilaeopsis schaffneriana
2192. Limnosipanea palustris
2193. Limnosipanea spruceana
2194. Limosella australis
2195. Lindackeria laurina
2196. Lindackeria paludosa
2197. Lindernia crustacea
2198. Lindernia diffusa
2199. Lindernia dubia
2200. Lindsaea arcuata
2201. Lindsaea divaricata
2202. Lindsaea lancea
2203. Lindsaea stricta
2204. Lipocarpha humboldtiana
2205. Lipocarpha maculata
2206. Lipocarpha micrantha
2207. Lippia alba
2208. Lippia americana
2209. Lithachne pauciflora
2210. Lockhartia acuta
2211. Lomariopsis japurensis
2212. Lonchocarpus nicou
2213. Lophiaris carthagenensis
2214. Lophiaris nana
2215. Lophocolea bidentata
2216. Lopholejeunea nigricans
2217. Lophonardia jamesonii
2218. Lophonardia laxifolia
2219. Lophosoria quadripinnata
2220. Loricaria complanata
2221. Lourteigia ballotifolia
2222. Lourteigia humilis
2223. Ludwigia affinis
2224. Ludwigia decurrens
2225. Ludwigia foliobracteolata
2226. Ludwigia hyssopifolia
2227. Ludwigia inclinata
2228. Ludwigia latifolia
2229. Ludwigia nervosa
2230. Ludwigia octovalvis
2231. Ludwigia peploides
2232. Ludwigia peruviana
2233. Ludwigia rigida
2234. Ludwigia sedoides
2235. Lueddemannia pescatorei
2236. Luehea cymulosa
2237. Luehea seemannii
2238. Lundia densiflora
2239. Lundia puberula
2240. Lupinus alopecuroides
2241. Lupinus amandus
2242. Lupinus bogotensis
2243. Lupinus metensis
2244. Lupinus monserratensis
2245. Luziola bahiensis
2246. Luziola peruviana
2247. Luzula gigantea
2248. Luzula racemosa
2249. Lycianthes acutifolia
2250. Lycianthes pauciflora
2251. Lycianthes synanthera
2252. Lycopodiella andicola
2253. Lycopodiella matthewsii
2254. Lygodium venustum
2255. Lysimachia ovalis
2256. Lysipomia laciniata
2257. Lysipomia sphagnophila
2258. Mabea klugii
2259. Mabea macbridei
2260. Mabea nitida
2261. Mabea occidentalis
2262. Mabea piriri
2263. Mabea trianae
2264. Macairea philipsonii
2265. Macarenia clavigera
2266. Machaerium arboreum
2267. Machaerium cuspidatum
2268. Machaerium floribundum
2269. Machaerium humboldtianum
2270. Machaerium kegelii
2271. Machaerium leiophyllum
2272. Machaerium myrianthum
2273. Machaerium quinata
2274. Machaonia ottonis
2275. Macrocarpaea hilarula
2276. Macrocentrum neblinae
2277. Macrolobium acaciifolium
2278. Macrolobium colombianum
2279. Macrolobium gracile
2280. Macrolobium grallator
2281. Macrolobium multijugum
2282. Macromitrium longifolium
2283. Macroptilium atropurpureum
2284. Macroptilium gracile
2285. Macroptilium lathyroides
2286. Macroptilium monophyllum
2287. Macrosamanea pubiramea
2288. Macrothelypteris torresiana
2289. Maieta guianensis
2290. Malachra alceifolia
2291. Malachra fasciata
2292. Malouetia flavescens
2293. Malvastrum coromandelianum
2294. Malvaviscus concinnus
2295. Mandevilla hirsuta
2296. Mandevilla lancifolia
2297. Mandevilla subsagittata
2298. Mandevilla trianae
2299. Mandevilla veraguasensis
2300. Manettia reclinata
2301. Manettia spraguei
2302. Mangifera indica
2303. Manihot brachyloba
2304. Manihot esculenta
2305. Mansoa hymenaea
2306. Mansoa standleyi
2307. Maprounea guianensis
2308. Maquira coriacea
2309. Maranta friedrichsthaliana
2310. Maranta gibba
2311. Marcgravia crenata
2312. Marcgravia pedunculosa
2313. Marcgraviastrum mixtum
2314. Marchantia berteroana
2315. Marchantia chenopoda
2316. Marchantia plicata
2317. Marchesinia brachiata
2318. Margaritopsis kappleri
2319. Marila laxiflora
2320. Marila tomentosa
2321. Maripa nicaraguensis
2322. Maripa panamensis
2323. Maripa repens
2324. Marsdenia macrophylla
2325. Marsypianthes chamaedrys
2326. Mascagnia divaricata
2327. Mascagnia ovatifolia
2328. Masdevallia sanctae-fidei
2329. Mastigolejeunea auriculata
2330. Matayba arborescens
2331. Matayba elegans
2332. Matayba guianensis
2333. Matayba purgans
2334. Matelea denticulata
2335. Matisia cornu-copiae
2336. Matisia floccosa
2337. Matisia glandifera
2338. Matisia idroboi
2339. Matisia lasiocalyx
2340. Matisia ochrocalyx
2341. Mauritia flexuosa
2342. Mauritiella armata
2343. Maxillaria grandiflora
2344. Maxillaria luteoalba
2345. Maxillaria miniata
2346. Maxillaria pleuranthoides
2347. Maxillaria schultzei
2348. Maxillariella alba
2349. Mayaca fluviatilis
2350. Mayaca longipes
2351. Mayaca sellowiana
2352. Mayna odorata
2353. Maytenus guyanensis
2354. Mazosia melanophthalma
2355. Mazosia rotula
2356. Mazosia rubropunctata
2357. Mecardonia procumbens
2358. Megalastrum andicola
2359. Megalospora admixta
2360. Megaspora verrucosa
2361. Megathyrsus maximus
2362. Melia azedarach
2363. Melicoccus novogranatensis
2364. Melidiscus giganteus
2365. Melinis minutiflora
2366. Melochia graminifolia
2367. Melochia pilosa
2368. Melochia pyramidata
2369. Melochia spicata
2370. Melothria pendula
2371. Melothria trilobata
2372. Melpomene flabelliformis
2373. Melpomene melanosticta
2374. Melpomene moniliformis
2375. Melpomene xiphopteroides
2376. Mendoncia coccinea
2377. Mendoncia lindavii
2378. Mendoncia odorata
2379. Mendoncia pilosa
2380. Mendoncia sprucei
2381. Mendoncia villosa
2382. Meriania brachycera
2383. Meriania haemantha
2384. Meriania longifolia
2385. Meriania speciosa
2386. Meriania trianae
2387. Meriania urceolata
2388. Merremia aturensis
2389. Merremia umbellata
2390. Mesadenella cuspidata
2391. Mesechites trifidus
2392. Mesosetum loliiforme
2393. Metaxya rostrata
2394. Meteoridium remotifolium
2395. Metteniusa tessmanniana
2396. Metzgeria chilensis
2397. Metzgeria ciliata
2398. Metzgeria claviflora
2399. Metzgeria consanguinea
2400. Metzgeria fruticola
2401. Metzgeria leptoneura
2402. Metzgeria liebmanniana
2403. Metzgeria metaensis
2404. Metzgeria myriopoda
2405. Metzgeria violacea
2406. Mezia includens
2407. Mickelia bernoullii
2408. Mickelia guianensis
2409. Mickelia oligarchica
2410. Miconia acinodendron
2411. Miconia affinis
2412. Miconia alata
2413. Miconia albicans
2414. Miconia alborufescens
2415. Miconia ampla
2416. Miconia aplostachya
2417. Miconia aponeura
2418. Miconia argentea
2419. Miconia argyrophylla
2420. Miconia asperrima
2421. Miconia aurea
2422. Miconia barbinervis
2423. Miconia borjensis
2424. Miconia brachygyna
2425. Miconia bubalina
2426. Miconia centrodesma
2427. Miconia chamissois
2428. Miconia chionophila
2429. Miconia ciliata
2430. Miconia cladonia
2431. Miconia cleefii
2432. Miconia cundinamarcensis
2433. Miconia dodecandra
2434. Miconia dolichorrhyncha
2435. Miconia elata
2436. Miconia emendata
2437. Miconia erioclada
2438. Miconia goudotii
2439. Miconia gracilis
2440. Miconia holosericea
2441. Miconia ibaguensis
2442. Miconia idroboi
2443. Miconia inaequalifolia
2444. Miconia jahnii
2445. Miconia lacera
2446. Miconia laevigata
2447. Miconia lateriflora
2448. Miconia latifolia
2449. Miconia lehmannii
2450. Miconia ligustrina
2451. Miconia longifolia
2452. Miconia lugonis
2453. Miconia macrothyrsa
2454. Miconia macrotis
2455. Miconia magdalenae
2456. Miconia magnifolia
2457. Miconia matthaei
2458. Miconia minutiflora
2459. Miconia mollicula
2460. Miconia multispicata
2461. Miconia myriantha
2462. Miconia napoana
2463. Miconia nervosa
2464. Miconia pachydonta
2465. Miconia pastoensis
2466. Miconia poeppigii
2467. Miconia prasina
2468. Miconia pterocaulon
2469. Miconia puberula
2470. Miconia pulvinata
2471. Miconia punctata
2472. Miconia quinquenervia
2473. Miconia reducens
2474. Miconia resima
2475. Miconia rubiginosa
2476. Miconia rufescens
2477. Miconia salicifolia
2478. Miconia sandemanii
2479. Miconia serrulata
2480. Miconia smaragdina
2481. Miconia splendens
2482. Miconia sprucei
2483. Miconia stenostachya
2484. Miconia stephananthera
2485. Miconia stipularis
2486. Miconia submacrophylla
2487. Miconia theizans
2488. Miconia tomentosa
2489. Miconia trinervia
2490. Microgramma dictyophylla
2491. Microgramma lycopodioides
2492. Microgramma percussa
2493. Microgramma persicariifolia
2494. Microgramma reptans
2495. Microgramma tecta
2496. Micropholis guyanensis
2497. Micropholis venulosa
2498. Micropterygium lechleri
2499. Microstachys bidentata
2500. Microstachys corniculata
2501. Microtea debilis
2502. Mikania banisteriae
2503. Mikania congesta
2504. Mikania cordifolia
2505. Mikania dictyophylla
2506. Mikania hookeriana
2507. Mikania houstoniana
2508. Mikania micrantha
2509. Mikania parviflora
2510. Mikania paucifolia
2511. Mikania pennellii
2512. Mikania psilostachya
2513. Mikania vitifolia
2514. Mimosa affinis
2515. Mimosa albida
2516. Mimosa camporum
2517. Mimosa casta
2518. Mimosa colombiana
2519. Mimosa debilis
2520. Mimosa hirsutissima
2521. Mimosa myriadenia
2522. Mimosa orthocarpa
2523. Mimosa pigra
2524. Mimosa pudica
2525. Mimosa rufescens
2526. Mimosa setosa
2527. Mimosa simplicissima
2528. Mimosa somnians
2529. Mimosa trianae
2530. Mimosa velloziana
2531. Mimosa xanthocentra
2532. Mironia ehrenbergiana
2533. Mitracarpus hirtus
2534. Mitreola petiolata
2535. Mittenothamnium lehmannii
2536. Mittenothamnium reptans
2537. Mnesithea aurita
2538. Mnesithea granularis
2539. Mnioloma caespitosum
2540. Mnioloma parallelogramum
2541. Molendoa sendtneriana
2542. Molineria capitulata
2543. Mollia gracilis
2544. Mollinedia killipii
2545. Mollinedia tomentosa
2546. Monnina salicifolia
2547. Monochaetum myrtoideum
2548. Monoclea gottschei
2549. Monolena ovata
2550. Monolena primuliflora
2551. Monopyle subdimidiata
2552. Monotagma laxum
2553. Monotagma plurispicatum
2554. Monstera adansonii
2555. Monstera deliciosa
2556. Monstera dubia
2557. Monstera gracilis
2558. Monstera obliqua
2559. Monstera pinnatipartita
2560. Monstera spruceana
2561. Montanoa quadrangularis
2562. Montia biapiculata
2563. Montrichardia arborescens
2564. Montrichardia linifera
2565. Moquilea subarachnophylla
2566. Moranopteris caucana
2567. Moranopteris nana
2568. Moranopteris taenifolia
2569. Moranopteris truncicola
2570. Morinda hoffmannioides
2571. Moritzia lindenii
2572. Mormodes buccinator
2573. Mormodes oberlanderiana
2574. Mouriri acutiflora
2575. Mouriri myrtilloides
2576. Mucuna argentea
2577. Mucuna pruriens
2578. Mucuna sloanei
2579. Muehlenbeckia volcanica
2580. Muellera frutescens
2581. Munnozia jussieui
2582. Munnozia karstenii
2583. Munnozia senecionidis
2584. Muntingia calabura
2585. Murdannia nudiflora
2586. Musa acuminata
2587. Musa x paradisiaca
2588. Mutisia clematis
2589. Mycopteris semihirsuta
2590. Myrcia bracteata
2591. Myrcia fallax
2592. Myrcia guianensis
2593. Myrcia paivae
2594. Myrcia subsessilis
2595. Myrcia sylvatica
2596. Myrciaria floribunda
2597. Myriophyllum quitense
2598. Myrosmodes cleefii
2599. Myrosmodes paludosa
2600. Myroxylon balsamum
2601. Myrrhidendron glaucescens
2602. Myrsine coriacea
2603. Myrsine dependens
2604. Napeanthus apodemus
2605. Napeanthus riparius
2606. Nautilocalyx pallidus
2607. Navia acaulis
2608. Navia caulescens
2609. Neckeropsis disticha
2610. Neckeropsis undulata
2611. Nectandra cuspidata
2612. Nectandra globosa
2613. Nectandra hihua
2614. Neea constrictoides
2615. Neea spruceana
2616. Neonelsonia acuminata
2617. Neoraputia paraensis
2618. Nephradenia linearis
2619. Nephrolepis biserrata
2620. Nephrolepis pendula
2621. Nephrolepis rivularis
2622. Nertera granadensis
2623. Neurolaena lobata
2624. Neurolepis acuminatissima
2625. Neurolepis aperta
2626. Nidema boothii
2627. Niedenzuella metensis
2628. Niphidium albopunctatissimum
2629. Niphidium crassifolium
2630. Niphogeton cleefii
2631. Niphogeton dissecta
2632. Niphogeton glaucescens
2633. Niphogeton lingula
2634. Niphogeton ternata
2635. Norantea guianensis
2636. Noteroclada confluens
2637. Notopleura macrophylla
2638. Notopleura plagiantha
2639. Notopleura siggersiana
2640. Nymphoides flaccida
2641. Nymphoides indica
2642. Ocellochloa andreana
2643. Ocellochloa pulchella
2644. Ocellochloa stolonifera
2645. Ocellularia perforata
2646. Ochoterenaea colombiana
2647. Ochrobryum sessile
2648. Ochroma pyramidale
2649. Ocotea amazonica
2650. Ocotea cernua
2651. Ocotea delicata
2652. Ocotea floribunda
2653. Ocotea javitensis
2654. Ocotea longifolia
2655. Ocotea neesiana
2656. Octoblepharum albidum
2657. Octoblepharum cocuiense
2658. Octoblepharum erectifolium
2659. Octoblepharum pulvinatum
2660. Odonellia hirtiflora
2661. Odontadenia macrantha
2662. Odontadenia nitida
2663. Odontocarya macarenae
2664. Odontoschisma variabile
2665. Oenocarpus bataua
2666. Oenocarpus minor
2667. Oenothera multicaulis
2668. Oldenlandia corymbosa
2669. Oldenlandia lancifolia
2670. Oleandra articulata
2671. Oleandra lehmannii
2672. Oleandra pilosa
2673. Oligactis volubilis
2674. Olyra caudata
2675. Olyra ciliatifolia
2676. Olyra ecaudata
2677. Olyra latifolia
2678. Olyra longifolia
2679. Omphalanthus filiformis
2680. Omphalea diandra
2681. Omphalina foliacea
2682. Oncidium amazonicum
2683. Oncidium decorum
2684. Onoseris onoseroides
2685. Onoseris silvatica
2686. Opegrapha filicina
2687. Ophioglossum crotalophoroides
2688. Ophioglossum palmatum
2689. Oplismenus burmannii
2690. Oreobolus venezuelensis
2691. Oreomyrrhis andicola
2692. Oreopanax bogotensis
2693. Oreopanax mutisianus
2694. Oritrophium limnophilum
2695. Oritrophium peruvianum
2696. Orleanesia maculata
2697. Ormosia amazonica
2698. Ormosia discolor
2699. Ormosia nobilis
2700. Ormosia trifoliolata
2701. Ornithidium affine
2702. Ornithidium aggregatum
2703. Ornithocephalus bicornis
2704. Oropogon loxensis
2705. Orthoclada laxa
2706. Orthopappus angustifolius
2707. Orthostichopsis praetermissa
2708. Oryctanthus alveolatus
2709. Oryctanthus florulentus
2710. Oryctanthus spicatus
2711. Oryza grandiglumis
2712. Oryza latifolia
2713. Oryza sativa
2714. Ossaea boliviensis
2715. Otachyrium versicolor
2716. Otigoniolejeunea huctumalcensis
2717. Otoba parvifolia
2718. Otoglossum globuliferum
2719. Ouratea gonzalezii
2720. Ouratea lucens
2721. Ouratea membranacea
2722. Ouratea pintoi
2723. Ouratea polyantha
2724. Ouratea weberbaueri
2725. Ourisia muscosa
2726. Oxalis barrelieri
2727. Oxalis kalbreyeri
2728. Oxalis medicaginea
2729. Oxalis triangularis
2730. Oxylobus glandulifer
2731. Oyedaea cuatrecasasii
2732. Oyedaea obovata
2733. Pachira minor
2734. Pachira nitida
2735. Pachira quinata
2736. Pachira speciosa
2737. Pachystachys spicata
2738. Pacouria guianensis
2739. Paepalanthus fasciculatus
2740. Paepalanthus karstenii
2741. Paepalanthus lodiculoides
2742. Paepalanthus macarenensis
2743. Paepalanthus pilosus
2744. Paepalanthus tortilis
2745. Paesia glandulosa
2746. Palhinhaea cernua
2747. Palhinhaea riofrioi
2748. Palicourea acetosoides
2749. Palicourea angustifolia
2750. Palicourea aschersonianoides
2751. Palicourea chimboracensis
2752. Palicourea conferta
2753. Palicourea crocea
2754. Palicourea demissa
2755. Palicourea fendleri
2756. Palicourea guianensis
2757. Palicourea lasiantha
2758. Palicourea leuconeura
2759. Palicourea lineariflora
2760. Palicourea macrobotrys
2761. Palicourea perquadrangularis
2762. Palicourea rigida
2763. Palicourea subspicata
2764. Palicourea sulphurea
2765. Palicourea triphylla
2766. Palicourea vogelii
2767. Panicum aquarum
2768. Panicum cayennense
2769. Panicum dichotomiflorum
2770. Panicum elephantipes
2771. Panicum haenkeanum
2772. Panicum hirtum
2773. Panicum hylaeicum
2774. Panicum olyroides
2775. Panicum pilosum
2776. Panicum polygonatum
2777. Panicum rudgei
2778. Panicum scabridum
2779. Panicum sellowii
2780. Panicum trichoides
2781. Panicum tricholaenoides
2782. Pannaria rubiginosa
2783. Panopsis rubescens
2784. Paraserianthes lophantha
2785. Pariana simulans
2786. Pariana tenuis
2787. Parietaria micrantha
2788. Parkia multijuga
2789. Parkia nitida
2790. Parmotrema eborinum
2791. Parmotrema guyanum
2792. Parmotrema mesotropum
2793. Parmotrema zollingeri
2794. Parodiolyra lateralis
2795. Parodiolyra micrantha
2796. Paspalum campylostachyum
2797. Paspalum carinatum
2798. Paspalum convexum
2799. Paspalum conjugatum
2800. Paspalum cordatum
2801. Paspalum delicatum
2802. Paspalum distichum
2803. Paspalum foliiforme
2804. Paspalum geminiflorum
2805. Paspalum huberi
2806. Paspalum hyalinum
2807. Paspalum intermedium
2808. Paspalum lanciflorum
2809. Paspalum lineare
2810. Paspalum maculosum
2811. Paspalum microstachyum
2812. Paspalum minus
2813. Paspalum morichalense
2814. Paspalum multicaule
2815. Paspalum notatum
2816. Paspalum nutans
2817. Paspalum orbiculatum
2818. Paspalum paniculatum
2819. Paspalum pectinatum
2820. Paspalum pilosum
2821. Paspalum plenum
2822. Paspalum plicatulum
2823. Paspalum repens
2824. Paspalum saccharoides
2825. Paspalum stellatum
2826. Paspalum trinitense
2827. Paspalum virgatum
2828. Passiflora ambigua
2829. Passiflora auriculata
2830. Passiflora candollei
2831. Passiflora coccinea
2832. Passiflora cuatrecasasii
2833. Passiflora cuneata
2834. Passiflora foetida
2835. Passiflora franciscoi
2836. Passiflora garckei
2837. Passiflora guazumifolia
2838. Passiflora laurifolia
2839. Passiflora ligularis
2840. Passiflora menispermifolia
2841. Passiflora micropetala
2842. Passiflora misera
2843. Passiflora nitida
2844. Passiflora oerstedii
2845. Passiflora picturata
2846. Passiflora quadrangularis
2847. Passiflora riparia
2848. Passiflora rugosa
2849. Passiflora seemannii
2850. Passiflora vespertilio
2851. Passiflora vitifolia
2852. Paullinia alata
2853. Paullinia bracteosa
2854. Paullinia cupana
2855. Paullinia eriocarpa
2856. Paullinia faginea
2857. Paullinia fuscescens
2858. Paullinia granatensis
2859. Paullinia hispida
2860. Paullinia ingifolia
2861. Paullinia obovata
2862. Paullinia pachycarpa
2863. Paullinia pterocarpa
2864. Paullinia pterophylla
2865. Paullinia reticulata
2866. Paullinia rugosa
2867. Paullinia serjaniifolia
2868. Paullinia spicata
2869. Paullinia splendida
2870. Pausandra trianae
2871. Pavonia alba
2872. Pavonia castaneifolia
2873. Pavonia dasypetala
2874. Pavonia fruticosa
2875. Pavonia leucantha
2876. Pavonia malacophylla
2877. Pavonia oxyphyllaria
2878. Pavonia sepioides
2879. Pavonia subhastata
2880. Pecluma camptophyllaria
2881. Pecluma divaricata
2882. Pecluma hygrometrica
2883. Pecluma pectinata
2884. Pecluma plumula
2885. Pecluma sanctae-mariae
2886. Pectis elongata
2887. Pelargonium odoratissimum
2888. Pelekium schistocalyx
2889. Peltaea krapovickasiorum
2890. Peltaea ovata
2891. Peltaea sessiliflora
2892. Peltaea speciosa
2893. Peltastes colombianus
2894. Peltigera austroamericana
2895. Peltigera pulverulenta
2896. Peltigera rufescens
2897. Pentacalia abietina
2898. Pentacalia andicola
2899. Pentacalia breviligulata
2900. Pentacalia corymbosa
2901. Pentacalia flosfragrans
2902. Pentacalia guadalupe
2903. Pentacalia haughtii
2904. Pentacalia kleinioides
2905. Pentacalia ledifolia
2906. Pentacalia magnusii
2907. Pentacalia nitida
2908. Pentacalia pulchella
2909. Pentacalia reissiana
2910. Pentacalia summapacis
2911. Pentacalia theifolia
2912. Pentacalia trianae
2913. Pentacalia trichopus
2914. Pentacalia uribei
2915. Pentacalia vaccinioides
2916. Pentacalia vernicosa
2917. Peperomia acuminata
2918. Peperomia choroniana
2919. Peperomia discilimba
2920. Peperomia duendensis
2921. Peperomia emarginella
2922. Peperomia galioides
2923. Peperomia glabella
2924. Peperomia hartwegiana
2925. Peperomia hispidula
2926. Peperomia laxiflora
2927. Peperomia macrostachyos
2928. Peperomia pellucida
2929. Peperomia philipsonii
2930. Peperomia pilicaulis
2931. Peperomia pseudopereskiifolia
2932. Peperomia quadrangularis
2933. Peperomia ripicola
2934. Peperomia rotundata
2935. Peperomia rotundifolia
2936. Peperomia saligna
2937. Peperomia serpens
2938. Peperomia tequendamana
2939. Peperomia tetraphylla
2940. Peperomia tovariana
2941. Peperomia uaupesensis
2942. Peperomia urocarpa
2943. Peperomia versicolor
2944. Pepinia caricifolia
2945. Pepinia quesnelioides
2946. Pepinia turbinella
2947. Pera arborea
2948. Pera benensis
2949. Perebea guianensis
2950. Perebea mollis
2951. Perebea xanthochyma
2952. Peritassa laevigata
2953. Peritassa peruviana
2954. Pernettya prostrata
2955. Persea hexanthera
2956. Pertusaria culbersonii
2957. Petiveria alliacea
2958. Petrea maynensis
2959. Petrea pubescens
2960. Petrea volubilis
2961. Petunia hybrida
2962. Pfaffia iresinoides
2963. Pfaffia tuberosa
2964. Pharus lappulaceus
2965. Pharus latifolius
2966. Pharus virescens
2967. Phaseolus dumosus
2968. Phaseolus vulgaris
2969. Phaulopsis talbotii
2970. Phenakospermum guyannense
2971. Phenax laevigatus
2972. Phenax rugosus
2973. Philodendron acutatum
2974. Philodendron barrosoanum
2975. Philodendron brevispathum
2976. Philodendron deflexum
2977. Philodendron divaricatum
2978. Philodendron ernestii
2979. Philodendron fragrantissimum
2980. Philodendron gloriosum
2981. Philodendron hederaceum
2982. Philodendron holtonianum
2983. Philodendron inaequilaterum
2984. Philodendron macarenense
2985. Philodendron muricatum
2986. Philodendron ornatum
2987. Philodendron pedatum
2988. Philodendron pulchrum
2989. Philodendron sagittifolium
2990. Philodendron tripartitum
2991. Philodendron uleanum
2992. Philodendron venezuelense
2993. Philodendron venustum
2994. Philodendron wurdackii
2995. Philonotis rufiflora
2996. Philonotis scabrifolia
2997. Philonotis sphaerocarpa
2998. Philonotis thwaitesii
2999. Phlebodium decumanum
3000. Phlegmariurus aqualupianus
3001. Phlegmariurus brevifolius
3002. Phlegmariurus crassus
3003. Phlegmariurus cruentus
3004. Phlegmariurus eversus
3005. Phlegmariurus firmus
3006. Phlegmariurus hippurideus
3007. Phlegmariurus hohenackeri
3008. Phlegmariurus pachyskelos
3009. Phlox drummondii
3010. Phoradendron chrysocladon
3011. Phoradendron crassifolium
3012. Phoradendron metense
3013. Phoradendron nervosum
3014. Phoradendron piperoides
3015. Phoradendron planiphyllum
3016. Phoradendron pteroneuron
3017. Phoradendron quadrangulare
3018. Phoradendron undulatum
3019. Phragmipedium longifolium
3020. Phragmipedium schlimii
3021. Phthirusa pyrifolia
3022. Phthirusa stelis
3023. Phyllanthus amarus
3024. Phyllanthus attenuatus
3025. Phyllanthus caroliniensis
3026. Phyllanthus lindbergii
3027. Phyllanthus niruri
3028. Phyllanthus stipulatus
3029. Phyllanthus urinaria
3030. Phyllanthus vichadensis
3031. Phyllobaeis imbricata
3032. Phyllobathelium firmum
3033. Phyllobathelium leguminosae
3034. Phyllogonium fulgens
3035. Phyllogonium viscosum
3036. Physalis angulata
3037. Phytolacca icosandra
3038. Phytolacca rivinoides
3039. Picramnia latifolia
3040. Picramnia magnifolia
3041. Picrasma excelsa
3042. Pilea alsinifolia
3043. Pilea dauciodora
3044. Pilea entradana
3045. Pilea fallax
3046. Pilea herniarioides
3047. Pilea microphylla
3048. Pilopogon laevis
3049. Pilosium chlorophyllum
3050. Pilotrichella flexilis
3051. Pinus caribaea
3052. Pinzona coriacea
3053. Piper aduncum
3054. Piper aequale
3055. Piper amplectenticaule
3056. Piper anonifolium
3057. Piper arboreum
3058. Piper artanthe
3059. Piper asperiusculum
3060. Piper augustum
3061. Piper bredemeyeri
3062. Piper cernuum
3063. Piper coruscans
3064. Piper crassinervium
3065. Piper cumaralense
3066. Piper cyphophyllopse
3067. Piper demeraranum
3068. Piper dilatatum
3069. Piper divortans
3070. Piper dumosum
3071. Piper echinovarium
3072. Piper el-bancoanum
3073. Piper eriopodon
3074. Piper fresnoense
3075. Piper friedrichsthalii
3076. Piper hermannii
3077. Piper hispidum
3078. Piper laevigatum
3079. Piper macerispicum
3080. Piper maranyonense
3081. Piper marginatum
3082. Piper medinaense
3083. Piper metanum
3084. Piper obliquum
3085. Piper oblongum
3086. Piper obumbratum
3087. Piper papillicaule
3088. Piper peltatum
3089. Piper phytolaccifolium
3090. Piper planitiei
3091. Piper poporense
3092. Piper reticulatum
3093. Piper schiedeanum
3094. Piper statarium
3095. Piper tenue
3096. Piper trigonum
3097. Piper tuberculatum
3098. Piper villiramulum
3099. Piptadenia flava
3100. Piptadenia pteroclada
3101. Piptocarpha gutierrezii
3102. Piptocarpha poeppigiana
3103. Piptocoma discolor
3104. Pireella pohlii
3105. Piriqueta cistoides
3106. Pitcairnia guaritermae
3107. Pitcairnia macarenensis
3108. Pitcairnia maidifolia
3109. Pityrogramma calomelanos
3110. Pityrogramma trifoliata
3111. Placopsis lambii
3112. Plagiocheilus soliviformis
3113. Plagiochila cleefii
3114. Plagiochila dependula
3115. Plagiochila disticha
3116. Plagiochila fuscolutea
3117. Plagiochila guevarai
3118. Plagiochila longispina
3119. Plagiochila montagnei
3120. Plagiochila ovata
3121. Plagiochila punctata
3122. Plagiochila revolvens
3123. Plagiomnium rhynchophorum
3124. Plantago australis
3125. Plantago major
3126. Plantago rigida
3127. Platyhypnidium aquaticum
3128. Platymiscium pinnatum
3129. Platypodium elegans
3130. Pleiostachya pruinosa
3131. Pleonotoma jasminifolia
3132. Pleopeltis bombycina
3133. Pleopeltis desvauxii
3134. Pleopeltis fimbriata
3135. Pleopeltis macrocarpa
3136. Pleopeltis murora
3137. Pleopeltis polypodioides
3138. Pleuropetalum sprucei
3139. Pleurothallis hitchcockii
3140. Pleurothallis sandemanii
3141. Pleurothallis secunda
3142. Pleurozium schreberi
3143. Pluchea sagittalis
3144. Plukenetia polyadenia
3145. Plumbago auriculata
3146. Poa orthophylla
3147. Poa subspicata
3148. Poa trachyphylla
3149. Podandrogyne coccinea
3150. Podandrogyne sp. nov. 5 ("mocoensis")
3151. Podocarpus oleifolius
3152. Podranea ricasoliana
3153. Poeppigia procera
3154. Pogonatum tortile
3155. Polyanthina nemorosa
3156. Polybotrya latisquamosa
3157. Polybotrya osmundacea
3158. Polybotrya serratifolia
3159. Polybotrya sorbifolia
3160. Polycycnis muscifera
3161. Polygala asperuloides
3162. Polygala galioides
3163. Polygala hygrophila
3164. Polygala longicaulis
3165. Polygala paniculata
3166. Polygala subtilis
3167. Polygala timoutou
3168. Polygala trichosperma
3169. Polygonum ferrugineum
3170. Polygonum hydropiperoides
3171. Polygonum punctatum
3172. Polyphlebium capillaceum
3173. Polyphlebium pyxidiferum
3174. Polystichum muricatum
3175. Polystichum orbiculatum
3176. Polystichum platyphyllum
3177. Polytaenium cajenense
3178. Polytaenium guayanense
3179. Polytaenium intramarginale
3180. Polytrichum juniperinum
3181. Pombalia oppositifolia
3182. Pombalia prunifolia
3183. Pontederia parviflora
3184. Ponthieva gracilis
3185. Porcelia mediocris
3186. Porina alba
3187. Porina barvica
3188. Porina belonospora
3189. Porina epiphylla
3190. Porina karnatakensis
3191. Porina leptosperma
3192. Porina lucida
3193. Porina nitidula
3194. Porina rubentior
3195. Porina rubescens
3196. Porina rufula
3197. Porophyllum ruderale
3198. Porotrichodendron superbum
3199. Portulaca oleracea
3200. Posoqueria latifolia
3201. Posoqueria longiflora
3202. Posoqueria panamensis
3203. Potalia resinifera
3204. Potamogeton illinoensis
3205. Potentilla heterosepala
3206. Poulsenia armata
3207. Pourouma cecropiifolia
3208. Pourouma guianensis
3209. Pourouma minor
3210. Pourouma mollis
3211. Pouteria bangii
3212. Pouteria caimito
3213. Pouteria cuspidata
3214. Pouteria egregia
3215. Pouteria elegans
3216. Pouteria eugeniifolia
3217. Pouteria guianensis
3218. Pouteria krukovii
3219. Pouteria macrocarpa
3220. Pouteria procera
3221. Pouteria reticulata
3222. Pouteria rostrata
3223. Pouteria trilocularis
3224. Pradosia subverticillata
3225. Praxelis diffusa
3226. Praxelis kleinioides
3227. Prescottia oligantha
3228. Prescottia stachyodes
3229. Preslianthus detonsus
3230. Prestoea acuminata
3231. Prestonia annularis
3232. Prestonia quinquangularis
3233. Prestonia vana
3234. Prionodon densus
3235. Prionolejeunea decora
3236. Prionostemma aspera
3237. Pristimera tenuiflora
3238. Prosopis pallida
3239. Prosthechea aemula
3240. Prosthechea chimborazoensis
3241. Prosthechea cochleata
3242. Prosthechea crassilabia
3243. Protium amazonicum
3244. Protium calanense
3245. Protium crenatum
3246. Protium glabrescens
3247. Protium heptaphyllum
3248. Protium laxiflorum
3249. Protium leptostachyum
3250. Protium llanorum
3251. Protium puncticulatum
3252. Protium robustum
3253. Protium rubrum
3254. Protium sagotianum
3255. Protium unifoliolatum
3256. Prunus amplifolia
3257. Prunus debilis
3258. Prunus guanaiensis
3259. Prunus integrifolia
3260. Prunus ocellata
3261. Psammisia graebneriana
3262. Psammisia penduliflora
3263. Pseudechinolaena polystachya
3264. Pseudelephantopus spicatus
3265. Pseudelephantopus spiralis
3266. Pseuderanthemum chilianthium
3267. Pseuderanthemum idroboi
3268. Pseudobombax munguba
3269. Pseudocalliergon turgescens
3270. Pseudocentrum bursarium
3271. Pseudolmedia laevis
3272. Pseudolmedia rigida
3273. Pseudomalmea diclina
3274. Pseudomarsupidium decipiens
3275. Pseudosamanea guachapele
3276. Pseudosenefeldera inclinata
3277. Psidium acutangulum
3278. Psidium guajava
3279. Psidium guineense
3280. Psiguria triphylla
3281. Psilochilus macrophyllus
3282. Psittacanthus corynocephalus
3283. Psittacanthus cucullaris
3284. Psychotria acuminata
3285. Psychotria anceps
3286. Psychotria aschersoniana
3287. Psychotria aubletiana
3288. Psychotria bahiensis
3289. Psychotria borjensis
3290. Psychotria brachiata
3291. Psychotria bracteocardia
3292. Psychotria cabuyarensis
3293. Psychotria caerulea
3294. Psychotria capitata
3295. Psychotria carthagenensis
3296. Psychotria cuatrecasasii
3297. Psychotria deflexa
3298. Psychotria egensis
3299. Psychotria gracilenta
3300. Psychotria herzogii
3301. Psychotria hoffmannseggiana
3302. Psychotria horizontalis
3303. Psychotria limonensis
3304. Psychotria lupulina
3305. Psychotria marginata
3306. Psychotria micrantha
3307. Psychotria muscosa
3308. Psychotria officinalis
3309. Psychotria ostreophora
3310. Psychotria panamensis
3311. Psychotria platypoda
3312. Psychotria poeppigiana
3313. Psychotria psychotriifolia
3314. Psychotria racemosa
3315. Psychotria rosea
3316. Psychotria sacciformis
3317. Psychotria tenuifolia
3318. Psychotria trichotoma
3319. Psychotria vichadensis
3320. Psychotria viridis
3321. Pterichis habenarioides
3322. Pterichis pauciflora
3323. Pteridium arachnoideum
3324. Pteris biaurita
3325. Pteris decurrens
3326. Pteris podophylla
3327. Pteris propinqua
3328. Pterocarpus amazonum
3329. Pterocarpus rohrii
3330. Pterocaulon alopecuroides
3331. Pterocaulon virgatum
3332. Pterogastra divaricata
3333. Pterogastra minor
3334. Pterogonidium pulchellum
3335. Pterolepis trichotoma
3336. Pterozonium brevifrons
3337. Pueraria phaseoloides
3338. Punctelia stictica
3339. Puya floccosa
3340. Puya santosii
3341. Pyrostegia venusta
3342. Pyrrhobryum mnioides
3343. Pyrrhobryum spiniforme
3344. Qualea dinizii
3345. Quararibea caldasiana
3346. Quararibea wittii
3347. Quercus humboldtii
3348. Quiina macrophylla
3349. Racinaea spiculosa
3350. Racomitrium crispipilum
3351. Racopilum tomentosum
3352. Raddiella esenbeckii
3353. Radiovittaria gardneriana
3354. Radiovittaria stipitata
3355. Radula episcia
3356. Radula javanica
3357. Radula sonsonensis
3358. Radula voluta
3359. Randia armata
3360. Randia hondensis
3361. Ranunculus flagelliformis
3362. Ranunculus geranioides
3363. Ranunculus limoselloides
3364. Ranunculus nubigenus
3365. Ranunculus praemorsus
3366. Raritebe palicoureoides
3367. Reimarochloa acuta
3368. Remijia firmula
3369. Remijia hispida
3370. Remijia macrophylla
3371. Remijia roraimae
3372. Remijia trianae
3373. Renealmia alpinia
3374. Renealmia breviscapa
3375. Renealmia cernua
3376. Renealmia chalcochlora
3377. Renealmia krukovii
3378. Renealmia monosperma
3379. Renealmia nicolaioides
3380. Renealmia thyrsoidea
3381. Resia nimbicola
3382. Restrepia metae
3383. Rhabdadenia madida
3384. Rhacocarpus purpurascens
3385. Rhacopilopsis trinitensis
3386. Rhetinantha notylioglossa
3387. Rhipidocladum geminatum
3388. Rhipsalis baccifera
3389. Rhizogonium novae-hollandiae
3390. Rhodobryum grandifolium
3391. Rhodospatha moritziana
3392. Rhodospatha oblongata
3393. Rhodostemonodaphne kunthiana
3394. Rhodostemonodaphne synandra
3395. Rhynchanthera bracteata
3396. Rhynchanthera grandiflora
3397. Rhynchosia phaseoloides
3398. Rhynchospora albescens
3399. Rhynchospora albiceps
3400. Rhynchospora albomarginata
3401. Rhynchospora amazonica
3402. Rhynchospora aristata
3403. Rhynchospora barbata
3404. Rhynchospora blepharophora
3405. Rhynchospora brevirostris
3406. Rhynchospora candida
3407. Rhynchospora capitata
3408. Rhynchospora cariciformis
3409. Rhynchospora cephalotes
3410. Rhynchospora ciliata
3411. Rhynchospora comata
3412. Rhynchospora corymbosa
3413. Rhynchospora dentinux
3414. Rhynchospora divaricata
3415. Rhynchospora filiformis
3416. Rhynchospora globosa
3417. Rhynchospora hirsuta
3418. Rhynchospora hirta
3419. Rhynchospora killipii
3420. Rhynchospora lechleri
3421. Rhynchospora macrochaeta
3422. Rhynchospora nervosa
3423. Rhynchospora paramora
3424. Rhynchospora polyphylla
3425. Rhynchospora polystachys
3426. Rhynchospora puber
3427. Rhynchospora radicans
3428. Rhynchospora rugosa
3429. Rhynchospora sanariapensis
3430. Rhynchospora subplumosa
3431. Rhynchospora tenuis
3432. Rhynchospora trichochaeta
3433. Rhynchospora unisetosa
3434. Rhynchospora velutina
3435. Rhynchostegiopsis costaricensis
3436. Rhynchostegiopsis flexuosa
3437. Rhynchostegium scariosum
3438. Rhytachne rottboellioides
3439. Rhytidanthera splendida
3440. Ribes andicola
3441. Riccardia andina
3442. Riccardia capillacea
3443. Riccardia ciliolata
3444. Riccardia crassicaulis
3445. Riccardia fucoides
3446. Riccardia hans-meyeri
3447. Riccardia pallida
3448. Riccardia paramorum
3449. Riccardia parasitans
3450. Riccardia poeppigiana
3451. Riccardia smaragdina
3452. Riccardia trichomanoides
3453. Riccardia wallisii
3454. Richardia scabra
3455. Richeria grandis
3456. Rinorea falcata
3457. Rinorea lindeniana
3458. Rinorea pubiflora
3459. Rinorea viridifolia
3460. Rinoreocarpus ulei
3461. Rodriguezia leeana
3462. Rolandra fruticosa
3463. Ronabea latifolia
3464. Rosenbergiodendron densiflorum
3465. Rossioglossum ampliatum
3466. Rossioglossum pardoi
3467. Rotala mexicana
3468. Rottboellia cochinchinensis
3469. Roupala montana
3470. Rourea amazonica
3471. Rourea glabra
3472. Roystonea oleracea
3473. Roystonea regia
3474. Ruagea glabra
3475. Ruagea hirsuta
3476. Rubus choachiensis
3477. Rubus nubigenus
3478. Rubus robustus
3479. Rubus urticifolius
3480. Rudgea cornifolia
3481. Rudgea hostmanniana
3482. Rudgea sandemanii
3483. Rudgea sclerocalyx
3484. Ruellia blechum
3485. Ruellia geminiflora
3486. Ruellia grantii
3487. Ruellia humboldtiana
3488. Ruellia lasiostachya
3489. Ruellia macarenensis
3490. Ruellia tuberosa
3491. Ruellia tubiflora
3492. Ruizodendron ovale
3493. Rustia thibaudioides
3494. Ruyschia tremadena
3495. Ryania dentata
3496. Ryania speciosa
3497. Rytidostylis carthagenensis
3498. Sabazia trianae
3499. Sabicea amazonensis
3500. Sabicea camporum
3501. Sabicea novogranatensis
3502. Sabicea trianae
3503. Sabicea villosa
3504. Saccharum angustifolium
3505. Saccharum officinarum
3506. Saccharum villosum
3507. Sacciolepis angustissima
3508. Sacciolepis myuros
3509. Sacciolepis sp. 1
3510. Saccoloma elegans
3511. Saccoloma inaequale
3512. Sacoila lanceolata
3513. Sagittaria guayanensis
3514. Salacia elliptica
3515. Salacia impressifolia
3516. Salacia macrantha
3517. Salmea scandens
3518. Salpichlaena volubilis
3519. Salpichroa tristis
3520. Salpinga secunda
3521. Salvia carnea
3522. Salvia coccinea
3523. Salvia lasiocephala
3524. Salvia palifolia
3525. Salvia pauciserrata
3526. Salvia rubescens
3527. Salvia rufula
3528. Salvia scutellarioides
3529. Salvia splendens
3530. Salvia tiliifolia
3531. Salvinia auriculata
3532. Sambucus nigra
3533. Sanchezia lutea
3534. Sanchezia macrocnemis
3535. Sansevieria trifasciata
3536. Sapindus saponaria
3537. Sapium glandulosum
3538. Sapium laurifolium
3539. Sapium marmieri
3540. Sapium stylare
3541. Saracha punctata
3542. Saracha quitensis
3543. Satureja brownei
3544. Satureja nubigena
3545. Satyria panurensis
3546. Saurauia floccifera
3547. Saurauia isoxanthotricha
3548. Saurauia putumayonis
3549. Saurauia scabra
3550. Sauvagesia deflexifolia
3551. Sauvagesia erecta
3552. Sauvagesia fruticosa
3553. Sauvagesia ramosissima
3554. Sauvagesia tenella
3555. Scapania portoricensis
3556. Scaphyglottis livida
3557. Schefflera bogotensis
3558. Schefflera morototoni
3559. Schefflera paniculitomentosa
3560. Schefflera quinduensis
3561. Schiekia orinocensis
3562. Schiffneriolejeunea polycarpa
3563. Schistochilopsis incisa
3564. Schizachyrium brevifolium
3565. Schizachyrium condensatum
3566. Schizachyrium microstachyum
3567. Schizachyrium sanguineum
3568. Schizachyrium sulcatum
3569. Schizaea elegans
3570. Schizocalyx bracteosus
3571. Schizolobium parahyba
3572. Schnella glabra
3573. Schnella guianensis
3574. Schnella umbriana
3575. Schultesia brachyptera
3576. Schultesia guianensis
3577. Schultesianthus megalandrus
3578. Schwenckia americana
3579. Schwenckia glabrata
3580. Schwenckia patens
3581. Sciadotenia ramiflora
3582. Sciadotenia toxifera
3583. Scleria bracteata
3584. Scleria cyperina
3585. Scleria distans
3586. Scleria latifolia
3587. Scleria longigluma
3588. Scleria macbrideana
3589. Scleria macrogyne
3590. Scleria macrophylla
3591. Scleria martii
3592. Scleria melaleuca
3593. Scleria microcarpa
3594. Scleria mitis
3595. Scleria purdiei
3596. Scleria ramosa
3597. Scleria reticularis
3598. Scleria secans
3599. Scleria sprucei
3600. Scleria tenacissima
3601. Scleria tepuiensis
3602. Scleria verticillata
3603. Scoparia dulcis
3604. Scorpidium scorpioides
3605. Scutellaria incarnata
3606. Scyphostelma tenellum
3607. Secondatia duckei
3608. Securidaca pendula
3609. Securidaca planchoniana
3610. Seguieria macrophylla
3611. Selaginella asperula
3612. Selaginella breynii
3613. Selaginella calceolata
3614. Selaginella cavifolia
3615. Selaginella chionoloma
3616. Selaginella densifolia
3617. Selaginella diffusa
3618. Selaginella flagellata
3619. Selaginella flexuosa
3620. Selaginella haematodes
3621. Selaginella horizontalis
3622. Selaginella kochii
3623. Selaginella microtus
3624. Selaginella novae-hollandiae
3625. Selaginella porphyrospora
3626. Selaginella revoluta
3627. Selaginella sobolifera
3628. Selaginella tarapotensis
3629. Selaginella truncata
3630. Sematophyllum flavidum
3631. Sematophyllum galipense
3632. Sematophyllum subpinnatum
3633. Sematophyllum subsimplex
3634. Sematophyllum swartzii
3635. Senecio adglacialis
3636. Senecio culcitioides
3637. Senecio formosoides
3638. Senecio formosus
3639. Senecio garcibarrigae
3640. Senecio guascensis
3641. Senecio leucanthemoides
3642. Senecio niveoaureus
3643. Senecio repens
3644. Senegalia multipinnata
3645. Senegalia podadenia
3646. Senegalia polyphylla
3647. Senegalia riparia
3648. Senna alata
3649. Senna bacillaris
3650. Senna bicapsularis
3651. Senna cobanensis
3652. Senna hayesiana
3653. Senna macrophylla
3654. Senna multijuga
3655. Senna obtusifolia
3656. Senna occidentalis
3657. Senna papillosa
3658. Senna pendula
3659. Senna pilifera
3660. Senna reticulata
3661. Senna silvestris
3662. Senna trolliiflora
3663. Serjania atrolineata
3664. Serjania clematidea
3665. Serjania communis
3666. Serjania leptocarpa
3667. Serjania membranacea
3668. Serjania rhombea
3669. Serjania rubicaulis
3670. Serpocaulon caceresii
3671. Serpocaulon fraxinifolium
3672. Serpocaulon lasiopus
3673. Serpocaulon triseriale
3674. Serpocaulon wagneri
3675. Sesamum orientale
3676. Setaria parviflora
3677. Setaria sulcata
3678. Setaria tenacissima
3679. Setaria vulpiseta
3680. Sida callifera
3681. Sida glomerata
3682. Sida linifolia
3683. Sida rhombifolia
3684. Sida santaremensis
3685. Sida setosa
3686. Sida urens
3687. Sigesbeckia jorullensis
3688. Simarouba amara
3689. Simira cordifolia
3690. Sinningia elatior
3691. Sinningia incarnata
3692. Siolmatra pentaphylla
3693. Sipanea glomerata
3694. Sipanea hispida
3695. Sipanea pratensis
3696. Sipanea veris
3697. Siparuna cervicornis
3698. Siparuna cuspidata
3699. Siparuna guianensis
3700. Siparuna lozaniana
3701. Siparuna mutisii
3702. Siparuna thecaphora
3703. Siphanthera cowanii
3704. Siphanthera foliosa
3705. Siphanthera gracillima
3706. Siphanthera hostmannii
3707. Siphanthera subtilis
3708. Siphocampylus longibracteolatus
3709. Siphocampylus polyphyllus
3710. Siphula fastigiata
3711. Siphula pteruloides
3712. Sisyrinchium chilense
3713. Sisyrinchium convolutum
3714. Sisyrinchium vaginatum
3715. Sloanea caribaea
3716. Sloanea floribunda
3717. Sloanea guianensis
3718. Sloanea multiflora
3719. Sloanea stipitata
3720. Smilax maypurensis
3721. Smilax spinosa
3722. Smilax tomentosa
3723. Sobralia cattleya
3724. Sobralia fragrans
3725. Sobralia liliastrum
3726. Socratea exorrhiza
3727. Soemmeringia semperflorens
3728. Solanum acerifolium
3729. Solanum agrarium
3730. Solanum americanum
3731. Solanum anceps
3732. Solanum apaporanum
3733. Solanum aphyodendron
3734. Solanum asperum
3735. Solanum aturense
3736. Solanum bicolor
3737. Solanum callianthum
3738. Solanum circinatum
3739. Solanum cornifolium
3740. Solanum crinitum
3741. Solanum cyathophorum
3742. Solanum flahaultii
3743. Solanum irregulare
3744. Solanum jamaicense
3745. Solanum lepidotum
3746. Solanum leptopodum
3747. Solanum leucocarpon
3748. Solanum mammosum
3749. Solanum microleprodes
3750. Solanum monachophyllum
3751. Solanum nigrescens
3752. Solanum nudum
3753. Solanum oppositifolium
3754. Solanum pectinatum
3755. Solanum pentaphyllum
3756. Solanum psychotrioides
3757. Solanum rugosum
3758. Solanum schlechtendalianum
3759. Solanum sessiliflorum
3760. Solanum sp. nov.
3761. Solanum stramoniifolium
3762. Solanum subinerme
3763. Solanum uncinellum
3764. Solanum viarum
3765. Solanum volubile
3766. Sorghastrum setosum
3767. Sorghastrum stipoides
3768. Sorocea muriculata
3769. Sorocea pubivena
3770. Sorocea steinbachii
3771. Souroubea sympetala
3772. Spathiphyllum cannifolium
3773. Spermacoce alata
3774. Spermacoce capitata
3775. Spermacoce densiflora
3776. Spermacoce exilis
3777. Spermacoce latifolia
3778. Spermacoce ocymifolia
3779. Spermacoce prostrata
3780. Spermacoce remota
3781. Spermacoce suaveolens
3782. Spermacoce tenuior
3783. Spermacoce verticillata
3784. Sphaeradenia steyermarkii
3785. Sphaeropteris macarenensis
3786. Sphagnum compactum
3787. Sphagnum cuspidatum
3788. Sphagnum cyclophyllum
3789. Sphagnum limbatum
3790. Sphagnum magellanicum
3791. Sphagnum ornatum
3792. Sphagnum oxyphyllum
3793. Sphagnum sancto-josephense
3794. Sphagnum sumapazense
3795. Sphenoclea zeylanica
3796. Sphinctanthus maculatus
3797. Sphinctanthus polycarpus
3798. Sphinctanthus striiflorus
3799. Sphyrospermum cordifolium
3800. Spigelia anthelmia
3801. Spigelia hamelioides
3802. Spilanthes nervosa
3803. Splachnum weberbaueri
3804. Spondias mombin
3805. Sporobolus cubensis
3806. Sporobolus jacquemontii
3807. Sporobolus tenuissimus
3808. Sporopodium antonianum
3809. Sporopodium leprieurii
3810. Squamidium macrocarpum
3811. Stachys bogotensis
3812. Stachys elliptica
3813. Stachys micheliana
3814. Stachytarpheta cayennensis
3815. Stanhopea candida
3816. Stanhopea stevensonii
3817. Staurogyne spraguei
3818. Steinchisma decipiens
3819. Steinchisma laxum
3820. Stelis elongata
3821. Stellaria cuspidata
3822. Stemmadenia grandiflora
3823. Stemodia angulata
3824. Stenodictyon wrightii
3825. Stenogrammitis myosuroides
3826. Stenomeria decalepis
3827. Stenostephanus cleefii
3828. Stephostachys mertensii
3829. Sterculia colombiana
3830. Sterculia guapayensis
3831. Stereocaulon glareosum
3832. Stereocaulon ramulosum
3833. Stereocaulon strictum
3834. Stereocaulon tomentosum
3835. Steriphoma paradoxum
3836. Sticherus aurantiacus
3837. Sticherus bifidus
3838. Sticherus ferrugineus
3839. Sticherus furcatus
3840. Sticherus maritimus
3841. Sticherus pallescens
3842. Sticherus pruinosus
3843. Sticherus tomentosus
3844. Sticta andreana
3845. Sticta humboldtii
3846. Sticta macrocyphellata
3847. Sticta parahumboldtii
3848. Sticta tomentosa
3849. Stictolejeunea balfourii
3850. Stigmaphyllon alternans
3851. Stigmaphyllon bogotense
3852. Stigmaphyllon dichotomum
3853. Stigmaphyllon hypargyreum
3854. Stigmaphyllon orientale
3855. Stigmaphyllon puberum
3856. Stigmaphyllon sinuatum
3857. Stizophyllum inaequilaterum
3858. Straminergon stramineum
3859. Streptochaeta spicata
3860. Streptogyna americana
3861. Stromanthe jacquinii
3862. Struchium sparganophorum
3863. Struthanthus dichotrianthus
3864. Struthanthus leptostachyus
3865. Strychnos panurensis
3866. Strychnos peckii
3867. Stryphnodendron guianense
3868. Stylogyne longifolia
3869. Stylogyne micrantha
3870. Stylogyne turbacensis
3871. Stylosanthes guianensis
3872. Styrax hypargyreus
3873. Styrax macarenensis
3874. Styrax macrophyllus
3875. Styrax pohlii
3876. Styrax rigidifolius
3877. Swartzia arborescens
3878. Swartzia bombycina
3879. Swartzia caudata
3880. Swartzia leptopetala
3881. Swartzia magdalenae
3882. Swartzia myrtifolia
3883. Swartzia pittieri
3884. Swartzia trianae
3885. Swinglea glutinosa
3886. Syagrus orinocensis
3887. Syagrus sancona
3888. Symbolanthus anomalus
3889. Symbolanthus stuebelii
3890. Symbolanthus superbus
3891. Symbolanthus vasculosus
3892. Symphyodon imbricatifolius
3893. Symphyogyna apiculispina
3894. Symphyogyna aspera
3895. Symphyogyna bogotensis
3896. Symphyogyna brasiliensis
3897. Symphyogyna brongniartii
3898. Symphyogyna podophylla
3899. Symplocos flosfragrans
3900. Symplocos trianae
3901. Symplocos ulei
3902. Symplocos venulosa
3903. Syncesia effusa
3904. Synedrella nodiflora
3905. Syngonanthus anomalus
3906. Syngonanthus caulescens
3907. Syngonanthus gracilis
3908. Syngonanthus humboldtii
3909. Syngonanthus llanorum
3910. Syngonanthus longipes
3911. Syngonium podophyllum
3912. Syngonium yurimaguense
3913. Syntrichia andicola
3914. Syntrichia percarnosa
3915. Syrrhopodon circinatus
3916. Syrrhopodon fimbriatus
3917. Syrrhopodon gardneri
3918. Syrrhopodon incompletus
3919. Syrrhopodon leprieurii
3920. Syrrhopodon lycopodioides
3921. Syrrhopodon prolifer
3922. Syrrhopodon rigidus
3923. Syrrhopodon tortilis
3924. Syzygiella liberata
3925. Syzygiella rubricaulis
3926. Syzygium jambos
3927. Tabebuia pilosa
3928. Tabernaemontana heterophylla
3929. Tabernaemontana sananho
3930. Tabernaemontana siphilitica
3931. Tacarcuna amanoifolia
3932. Tachigali guianensis
3933. Tagetes erecta
3934. Talisia cerasina
3935. Tanaecium affine
3936. Tanaecium pyramidatum
3937. Tanaecium tetragonolobum
3938. Tapirira guianensis
3939. Tapirira rubrinervis
3940. Tarenaya spinosa
3941. Targionia hypophylla
3942. Tassadia aristata
3943. Tassadia medinae
3944. Taxithelium planum
3945. Tayloria scabriseta
3946. Tectaria andina
3947. Tectaria brauniana
3948. Tectaria draconoptera
3949. Tectaria incisa
3950. Tectaria lizarzaburui
3951. Tectaria plantaginea
3952. Telaranea nematodes
3953. Tephrosia adunca
3954. Tephrosia cinerea
3955. Tephrosia rufescens
3956. Tephrosia sessiliflora
3957. Tephrosia sinapou
3958. Terminalia amazonia
3959. Terminalia catappa
3960. Ternstroemia meridionalis
3961. Terpsichore mollissima
3962. Tessaria integrifolia
3963. Tetracera hydrophila
3964. Tetracera volubilis
3965. Tetracera willdenowiana
3966. Tetragastris panamensis
3967. Tetraplodon mnioides
3968. Tetrapterys calophylla
3969. Tetrapterys chloroptera
3970. Tetrapterys crispa
3971. Tetrapterys discolor
3972. Tetrapterys papyracea
3973. Tetrapterys styloptera
3974. Tetrathylacium macrophyllum
3975. Tetrorchidium rubrivenium
3976. Thalia geniculata
3977. Thalictrum podocarpum
3978. Thamniopsis cruegeriana
3979. Thamniopsis incurva
3980. Thamniopsis undata
3981. Thamnolia vermicularis
3982. Thelypteris arborescens
3983. Thelypteris balbisii
3984. Thelypteris biolleyi
3985. Thelypteris decussata
3986. Thelypteris dentata
3987. Thelypteris falcata
3988. Thelypteris gemmulifera
3989. Thelypteris hispidula
3990. Thelypteris leprieurii
3991. Thelypteris longifolia
3992. Thelypteris nephrodioides
3993. Thelypteris opposita
3994. Thelypteris opulenta
3995. Thelypteris pachyrhachis
3996. Thelypteris pilosula
3997. Thelypteris pteroidea
3998. Thelypteris resinifera
3999. Thelypteris rudis
4000. Thelypteris serrata
4001. Thelypteris standleyi
4002. Thelypteris tristis
4003. Theobroma cacao
4004. Theobroma glaucum
4005. Theobroma subincanum
4006. Thibaudia grantii
4007. Thinouia myriantha
4008. Thoracocarpus bissectus
4009. Thuidium delicatulum
4010. Thuidium peruvianum
4011. Thuidium tomentosum
4012. Thunbergia alata
4013. Thyrsodium spruceanum
4014. Tibouchina andreana
4015. Tibouchina aspera
4016. Tibouchina bipenicillata
4017. Tibouchina ciliaris
4018. Tibouchina gracilis
4019. Tibouchina grossa
4020. Tibouchina karstenii
4021. Tibouchina lepidota
4022. Tibouchina llanorum
4023. Tibouchina longifolia
4024. Tibouchina spruceana
4025. Tibouchina urvilleana
4026. Tilesia baccata
4027. Tillandsia andreana
4028. Tillandsia balbisiana
4029. Tillandsia bulbosa
4030. Tillandsia buseri
4031. Tillandsia fasciculata
4032. Tillandsia fendleri
4033. Tillandsia flexuosa
4034. Tillandsia juncea
4035. Tillandsia paraensis
4036. Tillandsia recurvata
4037. Tillandsia rhomboidea
4038. Tillandsia usneoides
4039. Tillandsia variabilis
4040. Tococa coronata
4041. Tococa guianensis
4042. Tococa macrophysca
4043. Tonina fluviatilis
4044. Tontelea attenuata
4045. Tontelea ovalifolia
4046. Torenia fournieri
4047. Torenia thouarsii
4048. Tournefortia cuspidata
4049. Tournefortia glabra
4050. Tournefortia maculata
4051. Tovaria pendula
4052. Tovomita brasiliensis
4053. Tovomita brevistaminea
4054. Tovomita umbellata
4055. Toxicodendron striatum
4056. Trachypogon spicatus
4057. Trachypogon vestitus
4058. Trachyxiphium guadalupense
4059. Tradescantia zanonia
4060. Tragia karsteniana
4061. Tragia volubilis
4062. Trapeliopsis glaucolepida
4063. Trattinnickia glaziovii
4064. Trattinnickia lancifolia
4065. Trattinnickia peruviana
4066. Trattinnickia rhoifolia
4067. Trema integerrima
4068. Trema micrantha
4069. Triandrophyllum subtrifidum
4070. Trichanthecium cyanescens
4071. Trichanthecium granuliferum
4072. Trichanthecium micranthum
4073. Trichanthecium parvifolium
4074. Trichanthecium petilum
4075. Trichanthecium polycomum
4076. Trichanthecium pyrularium
4077. Trichanthecium schwackeanum
4078. Trichanthera gigantea
4079. Tricharia hyalina
4080. Trichilia cipo
4081. Trichilia elegans
4082. Trichilia hirta
4083. Trichilia martiana
4084. Trichilia maynasiana
4085. Trichilia mazanensis
4086. Trichilia pallida
4087. Trichilia pleeana
4088. Trichilia rubra
4089. Trichilia schomburgkii
4090. Trichilia singularis
4091. Trichilia trifolia
4092. Trichilia tuberculata
4093. Trichogonia rhadinocarpa
4094. Trichomanes crispum
4095. Trichomanes dactylites
4096. Trichomanes diversifrons
4097. Trichomanes elegans
4098. Trichomanes pellucens
4099. Trichomanes pinnatum
4100. Trichomanes sublabiatum
4101. Trichomanes vandenboschii
4102. Trichopilia backhousiana
4103. Trichopilia laxa
4104. Trichospira verticillata
4105. Trichostigma octandrum
4106. Trichostomum brachydontium
4107. Trichostomum tenuirostre
4108. Trichothelium epiphyllum
4109. Trichothelium minus
4110. Trifolium dubium
4111. Triphora miserrima
4112. Triplaris americana
4113. Triplaris cumingiana
4114. Triplophyllum dicksonioides
4115. Triplophyllum funestum
4116. Triplophyllum hirsutum
4117. Triplophyllum perpilosum
4118. Tripogandra serrulata
4119. Tripsacum australe
4120. Tristerix secundus
4121. Triumfetta althaeoides
4122. Triumfetta lappula
4123. Trizeuxis falcata
4124. Tropaeolum fintelmannii
4125. Trophis racemosa
4126. Turnera curassavica
4127. Turnera lineata
4128. Turnera melochia
4129. Turnera subulata
4130. Tylimanthus laxus
4131. Tynanthus polyanthus
4132. Uncaria tomentosa
4133. Unonopsis silvatica
4134. Unxia camphorata
4135. Urena lobata
4136. Urena sinuata
4137. Urera baccifera
4138. Urera caracasana
4139. Urochloa brizantha
4140. Urochloa decumbens
4141. Urochloa dictyoneura
4142. Urochloa humidicola
4143. Urochloa mutica
4144. Urvillea ulmacea
4145. Utricularia amethystina
4146. Utricularia asplundii
4147. Utricularia breviscapa
4148. Utricularia chiribiquetensis
4149. Utricularia gibba
4150. Utricularia hispida
4151. Utricularia hydrocarpa
4152. Utricularia juncea
4153. Utricularia neottioides
4154. Utricularia pusilla
4155. Utricularia subulata
4156. Utricularia unifolia
4157. Vaccinium floribundum
4158. Vachellia macracantha
4159. Valeriana arborea
4160. Valeriana clematitis
4161. Valeriana pilosa
4162. Valeriana secunda
4163. Valeriana sorbifolia
4164. Valeriana vetasana
4165. Vandenboschia radicans
4166. Vanilla odorata
4167. Varronia acuta
4168. Varronia cylindrostachya
4169. Varronia dichotoma
4170. Varronia linnaei
4171. Varronia polycephala
4172. Varronia polystachya
4173. Varronia spinescens
4174. Vasconcellea cauliflora
4175. Vasconcellea microcarpa
4176. Vasconcellea pubescens
4177. Vataireopsis iglesiasii
4178. Vellozia macarenensis
4179. Verbena litoralis
4180. Verbesina arborea
4181. Verbesina planitiei
4182. Verbesina sararensis
4183. Verbesina turbacensis
4184. Vernonanthura brasiliana
4185. Vernonanthura patens
4186. Veronica serpyllifolia
4187. Vesicularia vesicularis
4188. Vicia andicola
4189. Vigna adenantha
4190. Vigna caracalla
4191. Vigna juruana
4192. Vigna lasiocarpa
4193. Vigna linearis
4194. Vigna peduncularis
4195. Viola stipularis
4196. Virola calophylla
4197. Virola carinata
4198. Virola elongata
4199. Virola flexuosa
4200. Virola multinervia
4201. Virola peruviana
4202. Virola sebifera
4203. Vismia baccifera
4204. Vismia cavanillesiana
4205. Vismia gracilis
4206. Vismia japurensis
4207. Vismia laxiflora
4208. Vismia macrophylla
4209. Vismia minutiflora
4210. Vismia tenuinervia
4211. Vitex compressa
4212. Vitex divaricata
4213. Vitex orinocensis
4214. Vittaria graminifolia
4215. Vittaria lineata
4216. Vochysia aurantiaca
4217. Vochysia braceliniae
4218. Vochysia ferruginea
4219. Vochysia lehmannii
4220. Vochysia obscura
4221. Vochysia venezuelana
4222. Vouarana guianensis
4223. Voyria aphylla
4224. Voyria flavescens
4225. Voyria spruceana
4226. Vriesea chontalensis
4227. Vriesea chrysostachys
4228. Vriesea heliconioides
4229. Vriesea myriantha
4230. Vriesea rubra
4231. Vriesea rubrobracteata
4232. Vriesea schultesiana
4233. Waltheria glomerata
4234. Warszewiczia coccinea
4235. Websteria confervoides
4236. Wedelia calycina
4237. Wedelia stuebelii
4238. Weinmannia balbisiana
4239. Weinmannia ovata
4240. Weinmannia pinnata
4241. Weinmannia reticulata
4242. Weinmannia rollottii
4243. Weinmannia sorbifolia
4244. Weinmannia trianaea
4245. Werauhia gladioliflora
4246. Werauhia sanguinolenta
4247. Wercklea ferox
4248. Wettinia fascicularis
4249. Wettinia praemorsa
4250. Wijkia costaricensis
4251. Wissadula excelsior
4252. Witheringia solanacea
4253. Wittmackanthus stanleyanus
4254. Wullschlaegelia calcarata
4255. Xanthosoma hylaeae
4256. Xanthosoma paradoxum
4257. Xanthosoma robustum
4258. Xanthosoma undipes
4259. Xenophyllum humile
4260. Xiphidium caeruleum
4261. Xylophragma seemannianum
4262. Xylopia aromatica
4263. Xylopia emarginata
4264. Xylosma intermedia
4265. Xyris jupicai
4266. Xyris lacerata
4267. Xyris macrocephala
4268. Zapoteca caracasana
4269. Zapoteca portoricensis
4270. Zea mays
4271. Zelometeorium patens
4272. Zelometeorium patulum
4273. Zelometeorium recurvifolium
4274. Zornia cryptantha
4275. Zornia diphylla
4276. Zornia latifolia
4277. Zornia marajoara
4278. Zornia reticulata
4279. Zygia basijuga
4280. Zygia cataractae
4281. Zygia inaequalis
4282. Zygia latifolia
4283. Zygia longifolia
4284. Zygia unifoliolata
4285. Zygodon campylophyllus
4286. Zygodon peruvianus
4287. Zygodon reinwardtii
4288. Zygodon squarrosus

## Vanjske poveznice
- Službena stranica departmana